# Guerra de los Farrapos

Mapa de las principales revueltas ocurridas en Brasil antes de 1840.

La guerra de los Farrapos, Revolución Farroupilha, o incluso, Revuelta Farroupilha (esta última, con mayor consenso entre historiadores que cuestionan el carácter revolucionario de un movimiento liderado por una élite ganadera y esclavista) fue una revolución, guerra o revuelta regional, de carácter republicano, contra el gobierno imperial del Brasil, en la entonces Provincia de Río Grande del Sur, y que tuvo como resultado la declaración de independencia de la provincia como un Estado republicano, dando origen a la República Riograndense. Duró entre el 20 de septiembre de 1835 al 1 de marzo de 1845.
La revolución, que con el pasar del tiempo adquirió un carácter separatista, influenció movimientos que ocurrieron en otras provincias brasileñas. Influenció a la revolución liberal que se daría en São Paulo en 1842 y a la revuelta denominada Sabinada en Bahía en 1837, ambas de la ideología del Partido Liberal de la época. Se inspiró en la recién terminada guerra de independencia del Uruguay, mateniendo conexiones con la nueva república del Río de la Plata, además de provincias independientes argentinas como Corrientes y Santa Fe. Llegó a expandirse a la costa brasileña, en Laguna, con la proclamación de la República Juliana y a la meseta catarinense de Lages.
La revuelta tuvo como líderes al general Bento Gonçalves da Silva, el general Neto, el coronel Onofre Pires, el coronel Lucas de Oliveira, el diputado Vicente da Fontoura, el general Davi Canabarro, el coronel Corte Real, el coronel Teixeira Nunes, el coronel Domingos de Almeida, el coronel Domingos Crescêncio de Carvalho, el general José Mariano de Mattos, el general Gomes Jardim, además de recibir la inspiración ideológica de refugiados italianos de la Carbonária, como el científico y teniente Tito Livio Zambeccari y el periodista Luigi Rossetti, además del capitán Giuseppe Garibaldi, que aunque no pertenecía a la carbonária, estuvo envuelto en movimientos republicanos en Italia. Bento Manuel Ribeiro luchó en ambos lados a lo largo de la guerra pero, cuando acabó la revolución, estuvo en el bando del emperador.
La cuestión de la abolición de la esclavitud también estuvo envuelta, organizándose ejércitos con hombres negros que aspiraban a ganar su libertad. Aunque el ideal supremo de los revolucionarios era la independencia de una república, los líderes de la revolución eran tan defensores de la esclavitud como sus enemigos.

## Antecedentes y causas
La causa original para la revuelta se basa en el conflicto político entre los liberales, que propugnaban un modelo de estado con mayor autonomía a las provincias, y el modelo impuesto por la constitución de 1824, de carácter unitario.
El movimiento también encontró fuerza en la posición secundaria, tanto económica como política, que la Provincia de São Pedro do Rio Grande ocupaba en Brasil en los años posteriores a la independencia. A diferencia de otras provincias cuya producción de productos primarios se orientaba al mercado exterior como el azúcar y el café, la de Río Grande del Sur producía principalmente para el mercado interno. Sus principales productos eran el charque y el cuero, altamente tributados. Las charquerías producían alimentos para los esclavos africanos, que iban en grandes cantidades a abastecer a la industria minera de Minas Gerais, a las plantaciones de caña de azúcar y a la región sudeste, donde se inició el cultivo del café. La región, de ese modo, se encontraba en dependencia del mercado brasileño de charqui, que con el cambio sobrevalorado, y beneficios tarifarios, podía importar el producto por menor costo. Además de eso, se instalaba en las Provincias Unidas del Río de la Plata una fuerte industria saladera, y que, junto con los saladeros del Uruguay, competiría por la compra de ganado de la región, poniendo en riesgo la viabilidad económica de las chaquerías surriograndenses. En consecuencia, el charqui riograndense tenía un precio mayor que sus similares provenientes de Argentina y Uruguay, un reclamo que era hecho por los riograndenses por lo menos desde 1804. La tributación de la competencia externa era una exigencia de los estancieros y charqueadores. Sin embargo, esa tributación no era de interés de los principales compradores brasileños ya que verían reducida su ganancia en razón de un mayor gasto en la manutención de los esclavos.
Hay que considerar, además, que Río Grande del Sur era una región fronteriza de los dominios hispanos situados en la región platina. Debido a las disputas territoriales en esa área, nunca fue una capitanía hereditaria durante el periodo colonial sino que parte de su territorio, desde el siglo XVII, fue ocupado por un sistema de concesión de tierras y poder a jefes militares. El poder de los estancieros era ejercido muchas veces en defensa de sus propios intereses privados y entraba en conflicto frecuentemente con la autoridad de los comandantes militares, representantes de la Corona. Entonces, la importancia del estanciero soldado era tal que la Corona transigía, haciéndose de la vista gorda de las arbitrariedades, dando mayor autonomía al poder local. En la entonces reciente y desastrosa Guerra del Brasil, que culminó con la pérdida del Uruguay, hasta entonces anexado a Brasil. El comando general, a pesar de los muchos candidatos locales calificados, fue dado al Marqués de Barbacena, oriundo de la corte imperial, quien no estaba preparado para el cargo y fue responsabilizado de la derrota.
Los contactos frecuentes, inclusive con propiedades y negocios al otro lado de la frontera, mostraron a los caudillos locales las ventajas de una república, con sus banderas de igualdad, libertad y fraternidad traídas de la Revolución Francesa. Además de eso, la imposición de presidentes provinciales por parte del gobierno imperial iba contra el direccionamiento político de la Asamblea Legislativa Provincial de Río Grande del Sur, creando un motivo más de descontento de la élite regional.
También es preciso citar el conflicto ideológico presente en Río Grande del Sur, que había sufrido varias tentativas menores de creación de una república, iniciando con los intentos descabellados de Alexandre Luís de Queirós e Vasconcelos, que proclamó la república tres veces a inicios del siglo XIX, o la Sedición de 1830, que postulaba sustituir a la monarquía por la república en Porto alegre y que tuvo la participación de varios inmigrantes alemanes (Otto Heise, Samuel Gottfried Kerst y Gaspar Stephanousky), pero fue rápidamente sofocada.
El descontento reinante en la provincia fue objeto de varias reuniones gubernamentales, especialmente a partir de 1831, cuando comenzaron a circular insistentes rumores sobre la separación de la provincia con la intención de unirse al estado Oriental, también preocupados por informaciones de que, en la frontera, se predicaba la revolución prometiéndose la libertad de los esclavos. En Uruguay vivía refugiado el padre Caldas, revolucionario de la Confederación del Ecuador, que mantenía un periódico de ideas republicanas, además de una animada correspondencia con los comandantes de frontera, incluyendo a Bento Gonçalves.
El conflicto ideológico fue exacerbado con la creación de la Sociedad Militar, en Río de Janeiro, un club con simpatía por el Imperio y fomentador de la restauración de D. Pedro I en el trono brasileño. Uno de sus líderes fue el Conde de Rio Pardo, que al llegar a Porto Alegre en octubre de 1833, fundó allí una filial. Los estancieros riograndenses no vieron con buenos ojos a la Sociedade Militar y pidieron que el gobierno provincial la declarase ilegal. Entre las protestas explotó una rebelión popular liderada por los mayores José Mariano de Matos y João Manuel de Lima e Silva que fue sofocada pronto y sus líderes castigados.

## Farrapos
Farroupilhas o farrapos es la forma cómo fueron llamados todos los que se rebelaron contra el gobierno imperial, y que culminó con la proclamación de la República Riograndense. Era un término considerado originalmente peyorativo, utilizado por lo menos una década antes de la Guerra de los Farrapos para designar a los surriograndenses vinculados al Partido Liberal, opositores y radicales al gobierno central, destacándose los llamados jurujubas. El término, oriundo del parlamento, con el tiempo fue adoptado por los propios revolucionarios, de forma semejante a como ocurrió con los Sans-culottes durante la Revolución Francesa. Sus oponentes imperiales eran llamados por ellos como caramurus o camelos, término jocoso aplicado generalmente a los miembros del Partido Restaurador en el Parlamento Imperial.
En 1831, en Río de Janeiro, existían los periódicos Jurujuba dos Farroupilhas y Matraca dos Farroupilhas. En 1832 fue fundado el Partido Farroupilha por el teniente Luís José dos Reis Alpoim, deportado de Río hacia Porto Alegre. El grupo se reunía en la casa del mayor João Manuel de Lima e Silva (tío de Luís Alves de Lima e Silva, que sería el Duque de Caxias), casa que era sede también de la Sociedade Continentino, editora del periódico O Continentino, feroz crítico del Imperio. El 24 de octubre de 1833, los farroupilhas promovieron un levantamiento contra la instalación de la Sociedad Militar en Porto Alegre.
Inicialmente, reivindicaban el retiro de todos los portugueses que se mantenían en los más altos cargos del Imperio y del Ejército aún después de la independencia, respaldados por el Partido Restaurador o caramuru. Los caramurus defendían el retorno de Pedro I al gobierno del Brasil.
No obstante, es necesario notar que entre los farrapos habían los que creían que sólo haciendo independientes a las provincias se podía obtener una "sociedad chula", es decir, administrada por provinciales. Había, por tanto, estancieros, estancieros militares, farroupilhas libertarios, militares libertarios, estancieros farroupilhas, abolicionistas y esclavos que buscaban la libertad, y de esa manera, una combinación ideológica sin fin. Inicialmente no todos eran republicanos y separatistas pero los acontecimientos y los nuevos rumbos del movimiento condujeron a ese resultado.
La masonería sureña, proclive a los ideales republicanos, tuvo un importante papel en los rumbos tomados, siendo que muchos de los líderes farroupilhas fueron miembros, entre ellos, Bento Gonçalves da Silva, con el apodo Sucre. Bento organizó otras logias masónicas en el territorio riograndense, lo que le había sido permitido desde el año 1833.

## Los indígenas
En los años que antecedieron a la guerra de los Farrapos, los indígenas eran vistos como una subdivisión de la población libre y realizaban los mismos trabajos realizados por hombres blancos y libres como actividades pecuarias y bélicas. La aldea más prominente se llamaba São Nicolau y se ubicaba en Río Pardo, siendo conformada por indígenas salidos de las reducciones orientales.
Al igual que los negros, los indígenas participaron activamente de la guerra del primer al último día. Aunque la presencia indígena en el conflicto sea escasa en la historiografía de la guerra, a través del análisis de las cartas intercambiadas entre militares, de los planos estratégicos de batalla y de informes, es posible concluir que la presencia de ese grupo fue fundamental para el desarrollo del conflicto. 
Otra evidencia histórica que apunta, indirectamente, a la presencia de los indios en la guerra es el cambio poblacional de las aldeas indígenas durante el periodo de la guerra. En la aldea de Capela de Santa Maria se evidencia un freno demográfico acentuado durante el conflicto. Lo mismo pasó en la aldea de São Nicolau que también presentó cambios demográficos con la predominancia de viejos y niños en la aldea una vez que los hombres en edad adulta fueron para la guerra. Las aldeas de São Vicente y Santa Isabel duraron menos de tres años debido a los efectos de la guerra. 
Más aún, el hecho de que los indígenas participen de la guerra no significa que apoyaban la causa (sea farroupilha o imperial) de manera total. Se ha visto que varios indígenas fueron apresados luego de desertar de sus puestos en el ejército o tras discutir con los líderes de las tropas. Entre los motivos para su alistamiento se destaca la posibilidad de conseguir ropa y armamentos ya que se encontraron casos de desertores que se llevaron consigo las ropas y las armas que habían recibido.

### En las tropas de los farrapos
Aunque los indígenas han luchado en ambos bandos, su presencia en las tropas farroupilhas está más documentada que en las tropas imperiales. 
Tanto en la campaña como en las áreas bajo la administración rebelde, había dificultades para reclutar personas para luchar en la guerra y, una solución para aumentar el contingente militar, fue recurrir al enlistamiento de indígenas de forma voluntaria. Ellos realizaron diversos tipos de tareas, entre las que podemos destacar el adiestramiento de caballos y la lucha en el campo de batalla, lo que muchos realizaban sin recibir remuneración alguna.
La participación indígena en las tropas de los farrapos ocurrió de forma heterogénea. Como se mencionó anteriormente, existían indios que fueron apresados debido a desobediencia a las órdenes de sus superiores, o que indica que ellos probablemente no ocupaban un espacio de prestigio dentro de la jerarquía militar. También existían indígenas que ocupaban altos puestos y cargos de jefatura como Roque Faustino que fue un capitán en el ejército farroupilha y murió ejecutado como prisionero de guerra.

### Presencia de indígenas en la historiografía de la guerra
A pesar de la enorme cantidad de literatura sobre el tema de la Revolución Farroupilha, hay una ausencia de trabajos que informen sobre la presencia de los indígenas en el conflicto. Hasta hoy, permanecen oscurecidos en la producción historiográfica de la Guerra de los Farrapos, aunque su presencia, tanto en el bando imperial como en el farrapo, nunca haya sido ocultada en los documentos oficiales.
Una búsqueda en la colección de la Biblioteca Central de la UFRGS encontró sólo ocho libros que mencionaban la presencia indígena en la Guerra de los Farrapos, entre más de 50 obras. De las ocho obras, cuatro hablaban del asesinato del líder farrapo João Manoel de Lima e Silva por el capitán indio Roque Faustino en 1837: História da República Rio-Grandense: 1834-1845, de Dante de Laytano (1936); O Sentido e o Espírito da Revolução Farroupilha, de J. P. Coelho de Souza (1945); Memória da Guerra dos Farrapos del farroupilha Francisco de Sá Brito; e História Geral do Rio Grande do Sul: 1503-1957, de Artur Ferreira Filho (1958). Mientras Lima e Silva es recordado por los autores como «noble» y «valiente», Roque Faustino es caracterizado como “inmoral” y “deshonesto”. 
Otras obras (A Epopéia Farroupilha: pequena história da Grande Revolução, acompanhado de farta documentação da época: 1835- 1845, de Spalding (1963); A Revolução Farroupilha (1835-1845) - Narrativa Sintética das Operações Militares, del general Augusto Tasso Fragoso) comentan la presencia indígena en las tropas del general Bento Manoel Ribeiro. Entre estos libros, el que tiene un comentario más amplio es el de Tasso Fragoso, donde, en su descripción de la victoria de las tropas legalistas de Bento Manoel en la batalla de Passo do Rosário, destaca la existencia de una infantería formada por 80 guaraníes y enumera en una nota a pie de página que en las fuerzas de Bento Manoel durante la batalla de la isla de Fanfa había una unidad de infantería y otra de lanceros de las misiones y, por lo tanto, una alta probabilidad de que estuvieran formadas por guaraníes.

## La Revuelta Farroupilha

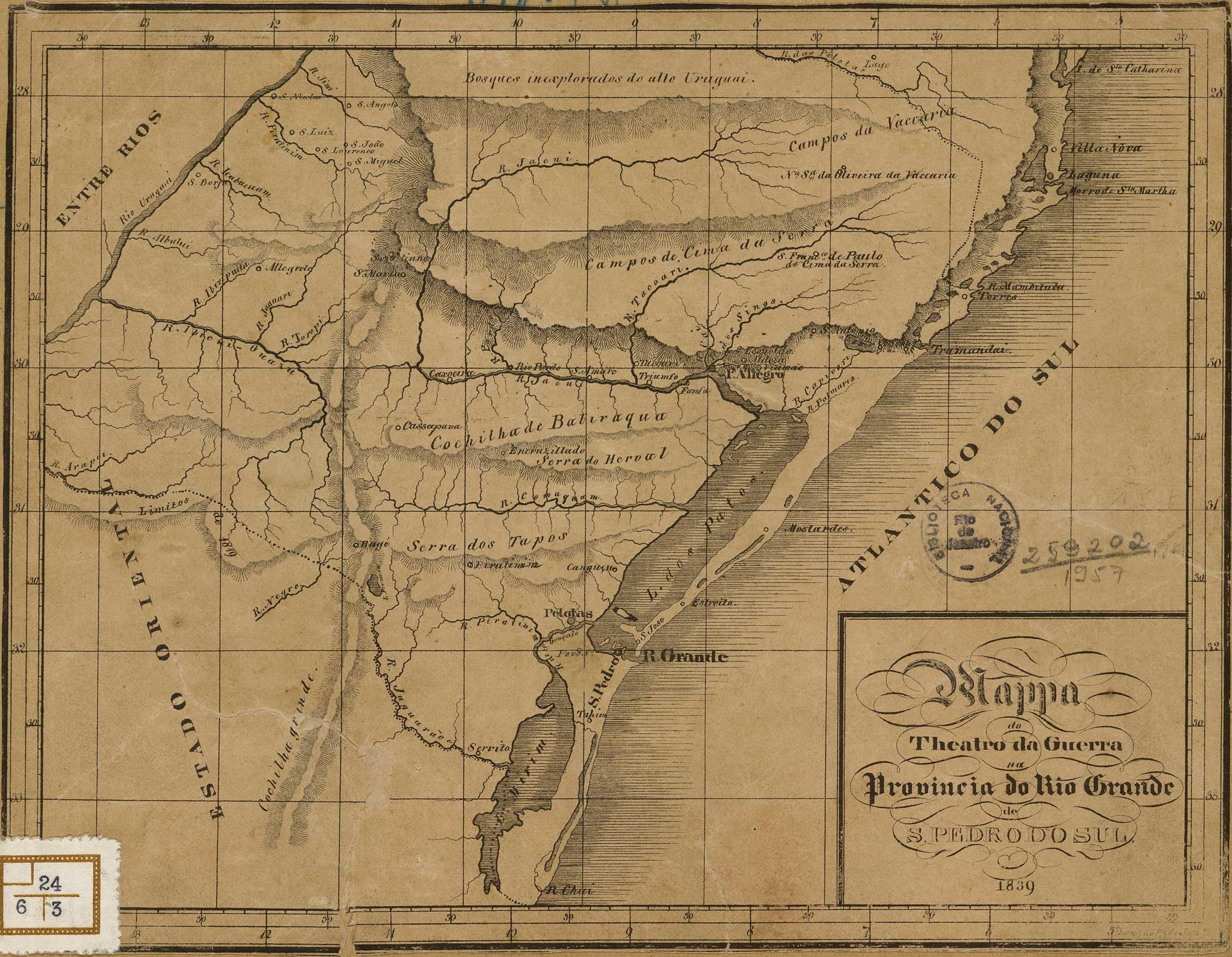
Mapa del teatro de guerra de la revuelta en el estado de Río Grande del Sur.

En 1835, los ánimos políticos estaban exaltados. El descontento de estancieros, liberales, industriales del charqui y militares locales promovía reuniones en casas de particulares, destacándose la figura de Bento Gonçalves. En aquel año fue nombrado como presidente de la provincia Antônio Rodrigues Fernandes Braga, que llegó al puesto por indicación de y, a pesar de ser riograndense, pasó tanto tiempo sirviendo al Imperio en Europa y los Estados Unidos luego de terminar sus estudios en Coímbra que no tenía lazos suficientemente sólidos en Río Grande. Fernandes Braga, a pesar de haber agradado en un inicio a los liberales, luego entró en discrepancias. En la sesión inaugural de la Asamblea Provincial el 22 de abril, ante una asistencia que le era mayormente hostil, acusó a los liberales extremos de planear separar a Río Grande del Sur del Imperio y unirlo al Uruguay. El presidente de la provincia, secundado por el comandante de armas Sebastião Barreto Pereira Pinto, mencionó a Bento Gonçalves y se refirió también a Lavalleja y a su mentor, el indigno Padre Caldas. Hubo protestas y reclamos más acalorados en las sesiones siguientes, Fernandes Braga intentó retractarse y apaciguar los ánimos pero ya era demasiado tarde. La discusión siguió en la prensa, de manera mucho más violenta y extrema.

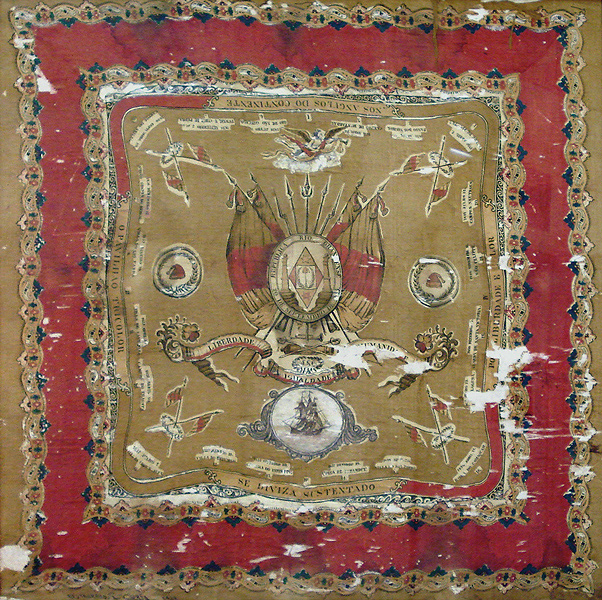
Pañuelo Farroupilha
Museo Júlio de Castilhos

La noche del 18 de septiembre de 1835, en una reunión donde estaban presentes José Mariano de Mattos (un férreo separatista), Gomes Jardim (primo de Bento y futuro presidente de la República Riograndense), Vicente da Fontoura (farroupilha pero antiseparatista), Pedro Boticário (fervoroso farroupilha), Paulino da Fontoura (hermano de Vicente, cuya muerte sería imputada a Bento Gonçalves, desencadenante de la crisis en la República), Antônio de Sousa Neto (imperialista y farroupilha, simpatizante con los ideales republicanos) y Domingos José de Almeida (separatista y gran administrador de la República), se decidió por unanimidad que dentro de dos días, el día 20 de septiembre de 1835, tomarían militarmente Porto Alegre y destituirían al presidente provincial Antônio Rodrigues Fernandes Braga.
En varias ciudades del interior las milicias fueron alertadas para iniciar la revuelta. Bento comandaba una tropa reunida en Pedras Brancas, hoy la ciudad de Guaíba. Gomes Jardim y Onofre Pires comandaban a los farroupilhas acuartelados, cerca de 200 hombres, en el morro de Azenha, el actual cementerio São Miguel e Almas. También mantenían, el día 19 de septiembre de 1835, un piquete con treinta hombres en las inmediaciones del puente de Azenha sobre el arroyo Dilúvio, comandado por Manuel Vieira da Rocha, el cabo Rocha, que esperaba el amanecer del día 20 para cargar, junto con el resto de la tropa, los muros de la ciudad. Fernandes Braga oyó algunos rumores y, desconfiado, mandó una partida de 9 hombres bajo el comando de José Gordilho de Barbuda Filho, el 2° visconde de Camamu, a realizar un reconocimiento durante la noche. Descuidados y sin experiencia, los guardias imperiales se dejaron notar y fueron atacados por el piquete republicano y huyeron, dejando 2 muertos y cinco heridos. Uno de los heridos, el propio visconde, sucio y ensangrentado alertó a Fernandes Braga de la revuelta. Eran las 11 de la noche del 19 de septiembre de 1835.

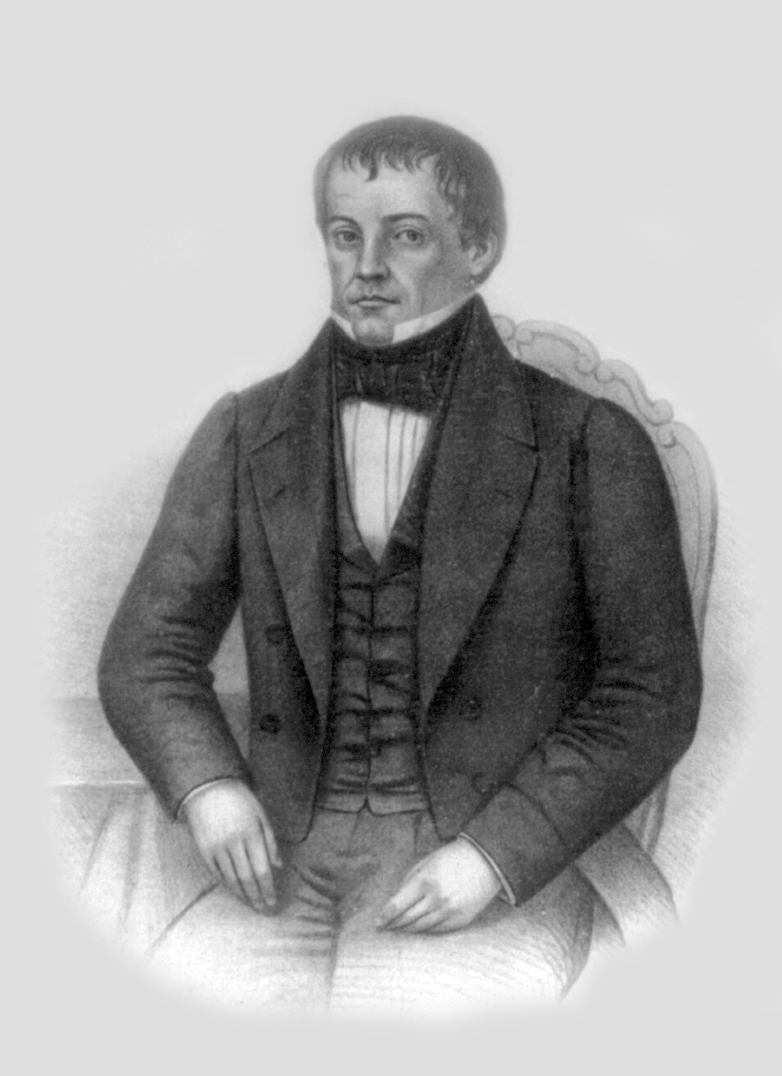
Diogo Antônio Feijó
Por S. A. Sisson, litografía en la Biblioteca del Congreso

Fernandes Braga aún intentó organizar una resistencia y, al amanecer, estaba junto al depósito de armas, hoy la punta del gasómetro, intentando reunir hombres para la resistencia. Sin embargo, hasta la mitad de la tarde solamente se presentaron 17 hombres para defender la ciudad, ya que el 8° Batallón de Cazadores, comandado por João Manuel de Lima e Silva se había declarado revolucionario. Viendo la escasez de armas y munición, Braga decidió huir. a bordo de la goleta Rio-Grandense seguido por la cañonera 19 de Outubro, yendo hasta Ríoo Grande, entonces la mayor ciudad de la provincia. Dejó a su esposa, familia y las llaves del palacio a los cuidados del cónsul estadounidense Isaac Austin Haÿes, que también dio protección a otras familias.
Los farroupilhas aplazaron el ataque previsto debido a los insólitos acontecimientos de la noche anterior. No fue hasta el amanecer del 21 de septiembre de 1835 que Bento Gonçalves y los demás comandantes llegaron a las puertas de la ciudad, seguidos por sus respectivas tropas. Porto Alegre, abandonada y sin resistencia, se rindió a los revolucionarios. En el resto de la provincia, sólo algunos focos de resistencia en Río Pardo y São Gabriel, así como Río Grande, mantuvieron ocupados a los Farroupilhas.
La Cámara Municipal se reunió extraordinariamente para ocupar el cargo del presidente. Ante la ausencia de los vicepresidentes inmediatos, asumió el cuarto vicepresidente, Marciano Pereira Ribeiro. El 25 de septiembre, Bento Gonçalves expidió una carta al regente imperial, padre Diogo Antônio Feijó, explicando los motivos de la revuelta y solicitando el nombramiento de un nuevo presidente y comandante de armas. Los rebeldes daban, entonces, por cerrado el conflicto.

## La reacción imperial

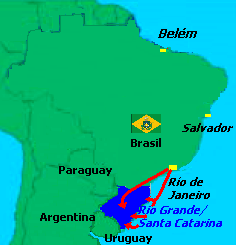
Mapa de la Guerra de los Farrapos.

De Río Grande, Fernandes Braga embarcó para Río de Janeiro el 23 de octubre, capital del Imperio del Brasil. Una vez en la Corte, Braga dio su versión de la historia, que era bastante diferente de la carta enviada por Bento Gonçalves. El nuevo presidente nominado, José de Araújo Ribeiro, llegó a Río Grande dle Sur acompañado de un verdadero aparato de guerra: once bergantines y goletas, así como varias cañoneras, lanchas y yates, cargadas de armamento y muchos soldados imperiales, bajo el mando del capitán de mar y guerra John Pascoe Grenfell.
Araújo Ribeiro llegó a Porto Alegre a principios de diciembre y debía tomar posesión de su cargo el día 9.La confusión sobre el papel de Pereira Duarte en el apoyo a la causa Farroupilha hizo que la toma de posesión se pospusiera y Araújo Ribeiro partió hacia Río Grande con la intención de volver a la Corte.  Allí fue persuadido por Bento Manuel y otros amigos para quedarse con la promesa de apoyo a la Presidencia, y juró el cargo ante el Ayuntamiento de Río Grande el 15 de enero de 1836.  Bento Manuel, que había apoyado la revuelta inicial y cambiaría dos veces de bando, se trasladó al interior y luego a Porto Alegre para sitiarla. Los liberales recibieron la toma de posesión de Araújo Ribeiro como una declaración de guerra, reuniendo a sus soldados que estaban dispersos desde octubre, bajo la presidencia de Marciano Ribeiro.

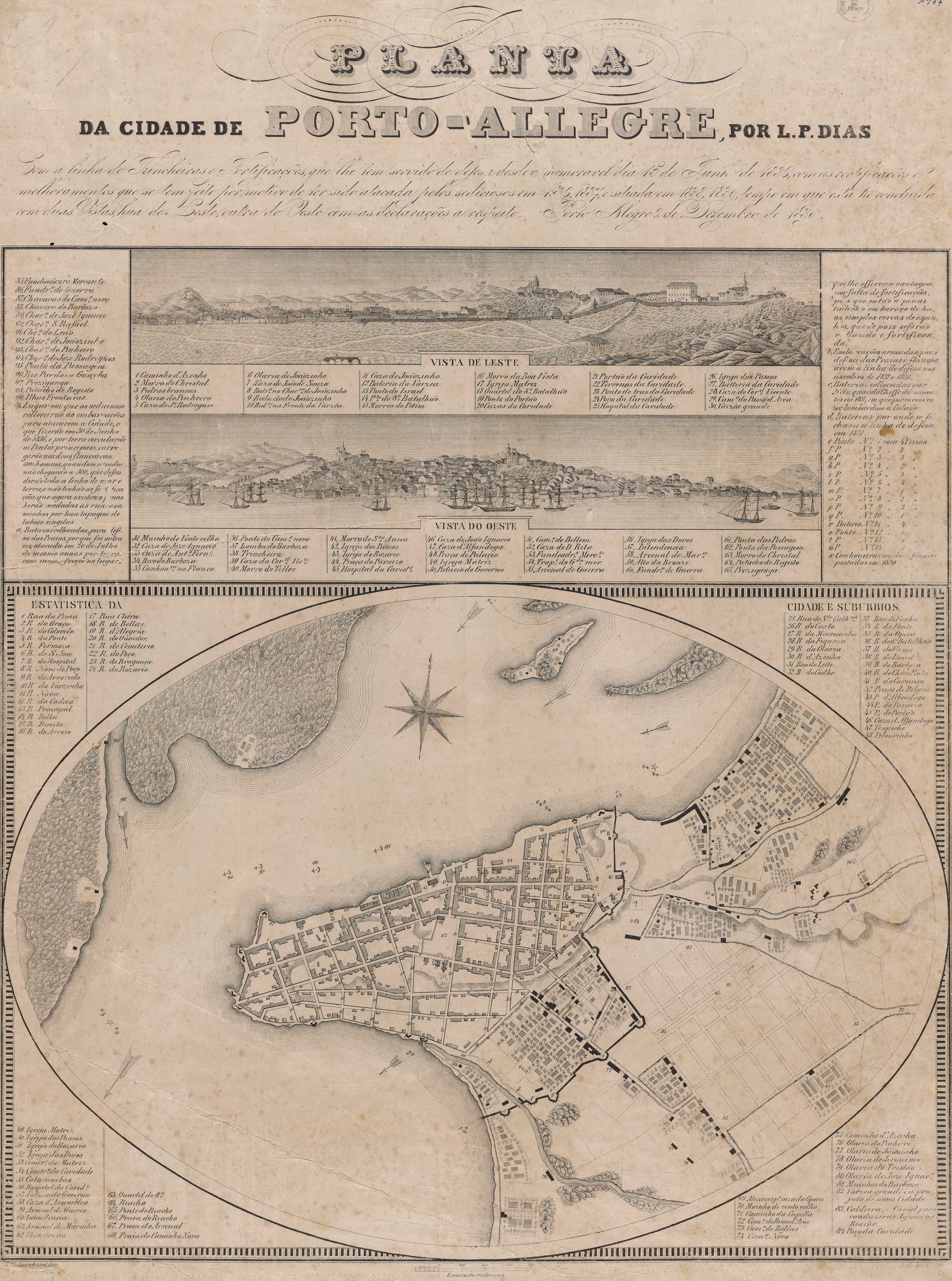
Plano de la ciudad de Porto Alegre con la línea de trincheras y fortificaciones que le sirvieron de defensa desde los acontecimientos del día 15 de junio de 1836.

Como Presidente Imperial de la Provincia, Araújo Ribeiro procuró recomponer su ejército, reuniendo oficiales gaúchos opuestos a los Farroupilhas como João da Silva Tavares, Francisco Pedro de Abreu (el Chico Pedro o Moringue), Manuel Marques de Sousa, más tarde Conde de Porto Alegre, Bento Manuel Ribeiro, Manuel Luís Osório (hoy patrón de la caballería brasileña), e incluso contrató mercenarios uruguayos. Administrativamente, ordenó el cierre de la Asamblea Provincial y destituyó a Bento Gonçalves del mando de la Guardia Nacional, nombramiento hecho por Marciano José Pereira Ribeiro, desautorizándolo. Este fue el inicio de la resistencia en Río Grande y de la persecución de los rebeldes. En Río de Janeiro, el gobierno prohibió el uso de la aduana de Porto Alegre mientras la ciudad estuviese en poder de los rebeldes, restringiendo la llegada de barcos.
En abril de 1836, el comandante de armas farroupilha, João Manuel de Lima e Silva, arrestó al mayor Manuel Marques de Sousa, que fue conducido con los demás prisioneros al buque prisión Presiganga. En la noche del 15 de junio de 1836, con la ayuda de un guardia corrupto, los prisioneros fueron liberados y, bajo el mando de Marques de Sousa y con la ayuda de Bento Manuel, los imperiales retomaron la ciudad de Porto Alegre de manos de los Farroupilhas. Los detenidos fueron Marciano Ribeiro, Pedro Boticário y otros 32 insurgentes.La casa del cónsul estadounidense fue asaltada el 17 de septiembre y registrada en busca de armas e insurgentes. Dos días después, el cónsul fue detenido. Mientras estuvo en prisión fue amenazado por el visconde de Castro y el general de brigada Carneiro si no escribía al general João de Deus Mena Barreto solicitando su libertad.El cónsul fue liberado unos días después y regresó a Estados Unidos al cabo de unos meses.
Pocos días después, Bento Gonçalves intentó retomar la capital pero fue rechazado e inició una serie de asedios en torno a la ciudad que no terminaron definitivamente hasta diciembre de 1840. Sin el control de la capital y del único puerto marítimo de la provincia, los insurgentes establecieron su cuartel general en la ciudad de Piratini.
El 21 de agosto, las tropas navales de Grenfell obtuvieron su primera victoria con la toma del fuerte del Junco, en un ataque comandado por el teniente Guilherme Parker, con el bergantín-goleta Leopoldina, el patache Vênus y seis cañoneras, además de una tropa de infantes comandada por el coronel Francisco Xavier da Cunha.  Cinco días después, el fuerte de Itapoã fue conquistado, abriendo a los imperiales el acceso fluvial a Porto Alegre.

## La proclamación de la república

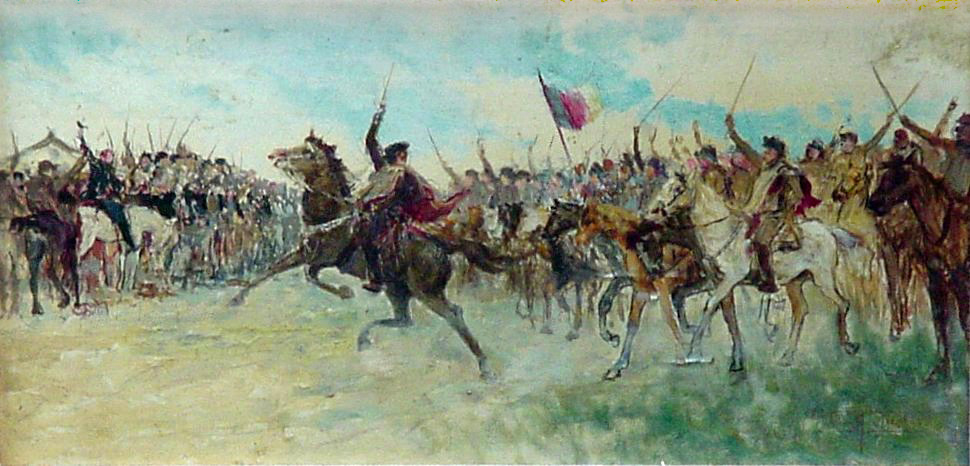
Proclamación de la República Piratini
Por Antônio Parreiras, 1915
Museo Antônio Parreiras

A principios de septiembre de 1836 Antônio de Sousa Neto viajó a la región de Bagé, donde el imperial João da Silva Tavares, que había llegado de Uruguay, estaba provocando disturbios entre los farroupilhas residentes.La Primera Brigada de Neto, con cuatrocientos hombres, cruzó el arroyo Seival y se encontró con las tropas de Silva Tavares (560 hombres) en una colina. Era la tarde del 10 de septiembre de 1836 cuando comenzó la Batalla de Seival. Silva Tavares se precipitó colina abajo. Neto también ordenó una carga con lanzas y espadas, sin disparar un tiro. Las fuerzas se enfrentaron en un sangriento combate. Silva Tavares huyó y sus hombres fueron derrotados. Los farrapos quedaron casi intactos, mientras que en el otro bando hubo 180 muertos, 63 heridos y 100 prisioneros.
Dueños del campo, los farroupilhas celebraron la victoria con gran entusiasmo. Crecía la voluntad separatista de conquistar y mantener un país independiente entre las naciones del mundo. Por la noche, se repasaron las cuestiones ideológicas y Lucas de Oliveira y Joaquim Pedro, ardientes republicanos, catequizaron a Neto, argumentando que no había otra salida que emprender el camino de la independencia y que no había otro anhelo popular que el deseo de libertad, la abolición de la esclavitud y la democracia bajo el sistema republicano. Si tenía que ocurrir, el momento era ahora, el momento de la victoria, del júbilo y de la afirmación. Neto llegó a simpatizar con la idea, pero se resistió ante la probable desaprobación de sus compañeros. Pensaba que tal proclamación de una nueva República debía venir de Bento Gonçalves, el gran comandante de todos los farrapos. Ellos replicaron que Bento ya se había decidido por la república, que la jerarquía rígida era cosa del imperio y que el sistema republicano se centraba en el pueblo, en sus deseos y necesidades, y no en la élite gobernante.
Finalmente, con el acuerdo del coronel Neto, pasaron a redactar la Proclamación de la República de Rio Grande do Sul, que sería leída y llevada a cabo por él ante las tropas reunidas el 11 de septiembre de 1836.

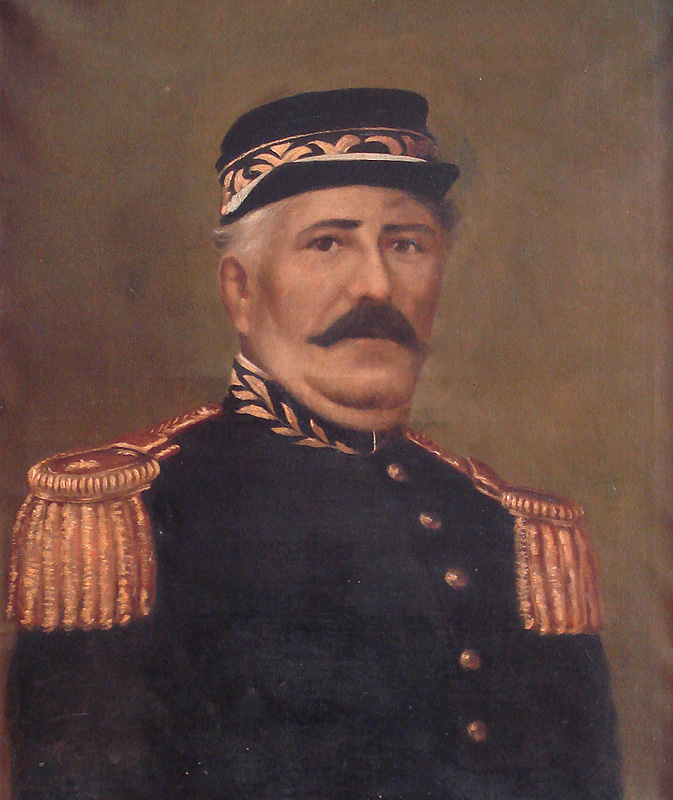
General Antônio de Sousa Netto
Por Azevedo Dutra,
Museo Júlio de Castilhos

Tras la ceremonia de la Proclamación, todo el mundo prorrumpió en gritos de euforia, libertad y vivas a la República, con disparos al aire y cánticos. El teniente Teixeira Nunes no tardó en llegar al galope, ondeando por primera vez la bandera tricolor, que había sido confeccionada apresuradamente en Bagé, y desfiló entre sus camaradas con la bandera verde, roja y amarilla de la República Riograndense, celebrando su independencia.
Las demás provincias brasileñas fueron llamadas a unirse como entidades federadas en el sistema republicano, y se crearon un himno nacional y una bandera para el nuevo país, que el estado de Río Grande del Sur sigue utilizando en la actualidad. También se estableció la capital en la pequeña ciudad de Piratini, lo que dio origen a un nuevo apodo, la República de Piratini.
A partir de este momento, la Revuelta Farroupilha se derrumbó inmediatamente y comenzó la Guerra de los Farrapos propiamente dicha. El cambio de postura de los farrapos fue inmediato.
- Ya no querían sustituir al Presidente de São Pedro do Rio Grande por otro pues ahora tendrían un presidente de la república independiente.
- Los combatientes ya no eran rebeldes farroupilhas sino soldados del Ejército Republicano de Río Grande.
- La bandera que defendían ya no era la bandera imperial verde-amarilla, sino la bandera republicana cuadrada verde, roja y amarilla en diagonal (sin el escudo en el centro).
- Ya no luchaban por el reconocimiento y la atención sino por la defensa de la independencia y la soberanía de su país.
- Ya no era la lucha de insurgentes en busca de justicia sino una guerra del ejército defensor (republicano) contra el ejército agresor (imperial).

La República de Río Grande del Sur tenía poco apoyo en las áreas colonizadas por la reciente inmigración alemana. Estos inmigrantes se habían asentado en la desactivada Real Feitoria do Linho Cânhamo en colonias concedidas por el imperio, en el valle de Río dos Sinos. En Porto Alegre, a pesar de la simpatía de parte de las clases medias, no recibió apoyo popular lo que movilizó a otras ciudades de la Provincia de São Pedro do Rio Grande. Inicialmente, su base social procedía de liberales, militares, industriales del charqui y, sobre todo, estancieros con capacidad para dirigir ejércitos privados de «peones», vaqueros que les prestaban servicios o dependían de ellos para su subsistencia y defensa y cuya obediencia y lealtad estaban garantizadas por rasgos feudales de la cultura local y por esclavos, que en las zonas rurales estaban incluidos en la vida social de los peones. Como había conexiones con Uruguay, también se contrataba a gente de allí. Los expertos jinetes forjados en la lucha, llamados «gaúchos», formaban cuerpos de caballería de choque capaces de librar una guerra de guerrillas. Estos ejércitos eran muy móviles y conocían bien el terreno, pero sin infantería ni artillería adecuada, los farroupilhas tenían poca capacidad bélica contra las ciudades fortificadas de Río Grande y Porto Alegre, y poca capacidad para defender las plazas que controlaban.

## Batalla de Fanfa

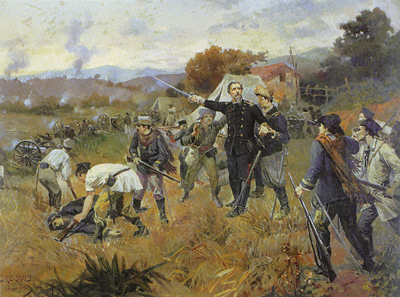
Escena de Batalla en el Sur de Brasil
Por Oscar Pereira da Silva

El 12 de septiembre, al día siguiente de la Proclamación de la República de Río Grande del Sur por Antônio de Sousa Neto, tras la victoria en la Batalla de Seival, se redactó y firmó el Acta de la Declaración de Independencia, en la que los firmantes declararon que no envainarían sus espadas, y derramarían toda su sangre, antes de retroceder de sus principios políticos, proclamados en esta declaración. Se hicieron varias copias del Acta y se enviaron a los ayuntamientos y a los principales mandos del Ejército Republicano.
Como respuesta inmediata, los ayuntamientos de Yaguarón, Alegrete, Cruz Alta, Piratini, entre otros, convocaron sesiones extraordinarias, donde pudieron analizar y corroborar las actas, dejando constancia de su adhesión en el Acta Legislativa, proclamando la independencia política de la provincia, por ser la voluntad general de la mayoría.
Bento Gonçalves no pudo asistir por hechos circunstanciales. Al enterarse de la Proclamación de la República de Río Grande del Sur, Bento Gonçalves acampó en la ladera de Tarumã, abandonó el sitio de Porto Alegre, siguió la llanura de inundación del río Gravataí, marchó a São Leopoldo y cruzó el río dos Sinos y el río Caí, luego se movió a lo largo del río Jacuí para unir fuerzas con Neto.  Finalmente, tuvo que cruzar el río en Isla de Fanfa, en el municipio de Triunfo, debido a la época de crecidas. Enterado de los acontecimientos, Bento Manuel, ahora al servicio del imperio, desplazó sus tropas con 660 hombres embarcados desde Triunfo, con el fin de impedir el cruce de Bento Gonçalves.
Bento Gonçalves decidió cruzar el río Jacuí para unir sus tropas a las de Domingos Crescêncio. En la noche del 1 de octubre, acampó y, a la mañana siguiente, inició la travesía hasta la isla de Fanfa con dos pontones para 40 hombres.  José de Araújo Ribeiro, alertado por Bento Manuel, envió a la Marina, comandada por John Grenfell en el vapor Liberal,  junto con dieciocho buques de guerra, goletas y cañoneras que custodiaban el lado sur de la isla, de lo que los Farrapos sólo se percataron una vez en la isla. Una vez cerrado el cerco por tierra, Bento Manuel tomó el control de la situación. Era el 3 de octubre de 1836.
Los Farrapos resistieron durante tres días y, conscientes de la proximidad de las tropas de Crescêncio de Carvalho, repelieron el desembarco de infantes de marina en la isla por la costa sur y cualquier intento de cruzar por el norte. Para evitar más derramamiento de sangre, Bento Manuel levantó la bandera del «parlamento» y Bento Gonçalves aceptó negociar. El acuerdo se hizo y se firmó el 4 de octubre.Los Farrapos entregarían las armas, capitularían y volverían a casa libres. Según Bento Manuel, la guerra había terminado, con victoria para el imperio. Había pacificado la provincia y recibiría las glorias de la Corte. Sin embargo, Bento Gonçalves no era tan ingenuo y ya había enviado un mensajero pidiendo ayuda a Neto y Canabarro.
Después de desarmar y liberar a los soldados, Bento Manuel mantuvo presos a los líderes: Bento Gonçalves, Tito Lívio, José de Almeida Corte Real, José Calvet, Onofre Pires, entre otros, con el pretexto de que Bento Gonçalves había faltado a su palabra al enviar emisarios en busca de ayuda. La mayoría de los líderes del movimiento fueron arrestados en Presiganga', luego enviados a la Corte y finalmente encarcelados en la Cárcel de Santa Cruz y en el Fuerte de Laje, en Río de Janeiro.

## La guerra sin Bento
En la sesión extraordinaria de la Cámara de Piratini, en la primera capital de la República Riograndense, el 6 de noviembre de 1836, se realizó formalmente la votación para Presidente de la República, según los parámetros de la época. La elección fue ganada por Bento Gonçalves (aunque no estaba presente y no hizo campaña) y el primer vicepresidente José Gomes de Vasconcelos Jardim. El vicepresidente asumió la presidencia de forma interina, nombrando ministros y asumiendo la tarea de convocar una Asamblea Constituyente para formar la Constitución de la República Riograndense.
La lucha entre los Farroupilhas y los Imperiales siguió siendo encarnizada. El Imperio vertió ríos de dinero para reclutar más y más soldados de São Paulo y Bahía, para comprar más armas y municiones, con muy pocos resultados prácticos.
En el bando imperial, Araújo Ribeiro fue sustituido el 5 de enero de 1837 por el brigadier Antero de Brito, lo que intensificó aún más la disputa. A Bento Manuel no le gustó la destitución de su pariente y amigo y envió una carta a Antero de Brito, diciendo que estaba enfermo y solicitando que fuera sustituido en el mando del ejército. También despidió a gran parte de las tropas que comandaba.
Brito comenzó a acumular los cargos de Comandante de Armas y Presidente de la Provincia de São Pedro do Rio Grande, con capital en Porto Alegre. Mientras Araújo era ante todo un conciliador, Brito perseguía y encarcelaba incluso a civiles simpatizantes de las ideas farroupilhas, confiscando sus bienes. Algunos de ellos fueron castigados con el destierro. Por otro lado, los farrapos eran los amos de la pampa, recibían el apoyo masivo de los soldados descontentos con el nombramiento de Brito y, ya en enero de 1837, consiguieron el apoyo de los habitantes de Lages en Santa Catarina, que sería un punto importante donde los farrapos comprarían armas y municiones. El principal perseguido por Antero de Brito fue el Comandante de las Armas Imperiales anterior a él, nada menos que Bento Manuel Ribeiro.
Bento Manuel no aceptó la autoproclamación de Brito y continuó dando sus propias órdenes a las tropas. Brito salió entonces personalmente en su persecución. Bento huyó, cambiando de dirección como en el juego del gato y el ratón, situación que se prolongó hasta el 23 de marzo de 1837, cuando, en un golpe maestro, Bento Manuel Ribeiro dejó atrás un piquete, al mando del mayor Demétrio Ribeiro, que, por sorpresa, cayó sobre las tropas de Brito y arrestó al Presidente Imperial de las provincia.  Como resultado, Bento Manuel volvió a ser aceptado en el redil farrapo y comenzó a luchar de nuevo contra los imperiales.
El 8 de abril, el general Neto conquistó Caçapava do Sul, centro de reabastecimiento imperial, tras siete días de asedio, apoderándose de 15 cañones y haciendo prisioneros a 540 imperiales, comandados por el coronel João Crisóstomo da Silva.  Ese mismo año, el 2 de julio, tuvo lugar el Combate de Ivaí, donde fue capturado Bento Manuel, pero tras un ataque de Farroupilha fueron muertos 50 legalistas, mientras que el mariscal Sebastião Barreto Pereira Pinto huyó a Caçapava do Sul, dejando a Bento Manuel herido e inconsciente en el campo de batalla.
El sustento económico de la República fue proporcionado por el apoyo de la vecina República Oriental del Uruguay, que permitió el comercio de la cecina producida por el pueblo de Rio Grande do Sul hacia el propio Brasil. Las exportaciones se realizaban por tierra hasta el puerto de Montevideo o a través del río Uruguay. El 29 de agosto fue asesinado el coronel João Manuel de Lima e Silva, que había derrotado a Bento Manoel Ribeiro el año anterior.

## Gonçalves asume la presidencia

Bento Gonçalves
Por Guilherme Litran,
Museo Júlio de Castilhos

El 15 de marzo de 1837, Bento Gonçalves intentó escapar de la prisión de Río de Janeiro con otros compañeros. Sin embargo, Pedro Boticário no pudo pasar por una ventana por ser demasiado gordo y, en solidaridad, Bento Gonçalves desistió de la fuga, en la que escaparon Onofre Pires y el coronel Corte Real. Tras este intento de fuga, fue trasladado a Bahía, donde llegó el 26 de agosto de 1837 y fue encarcelado en el Forte do Mar. Con la ayuda de la masonería, consiguió escapar de la prisión de Bahía el 10 de septiembre de 1837, pocos días antes del comienzo de la Sabinada. Permaneció en la clandestinidad durante algún tiempo en Itaparica y Salvador, donde tuvo contacto con miembros del movimiento. Después de frustrar a sus perseguidores, que pensaban que había partido para Estados Unidos en una corbeta, llegó, vía Buenos Aires, de vuelta a Río Grande del Sur y, el 16 de diciembre de 1837, juró como Presidente de la República.  En esta época los farrapos dominaban prácticamente toda la provincia, con los imperiales restringidos a Río Grande y São José do Norte.
El 29 de agosto de 1838, Bento lanzó su manifiesto más importante al pueblo de Río Grande, en el que justificaba las decisiones irreversibles tomadas en favor de la liberación de su pueblo:

Toma na extensa escala dos estados soberanos o lugar que lhe compete pela suficiência de seus recursos, civilização e naturais riquezas que lhe asseguram o exercício pleno e inteiro de sua independência, eminente soberania e domínio, sem sujeição ou sacrifício da mais pequena parte desta mesma independência ou soberania a outra nação, governo ou potência estranha qualquer. Faz neste momento o que fizeram tantos outros povos por iguais motivos, em circunstâncias idênticas.
Ocupa el lugar que le corresponde en la vasta escala de los Estados soberanos por la suficiencia de sus recursos, civilización y riquezas naturales, que le aseguran el ejercicio pleno y completo de su independencia, eminente soberanía y dominio, sin someter ni sacrificar la menor parte de esa misma independencia o soberanía a ninguna otra nación, gobierno o potencia extranjera. Hace ahora lo que tantos otros pueblos han hecho por las mismas razones, en idénticas circunstancias

En el tramo final, un juramento importante:

Bem penetrados da justiça de sua santa causa, confiando primeiro que tudo, no favor do juiz supremo das nações, eles têm jurado por esse mesmo supremo juiz, por sua honra, por tudo que lhes é mais caro, não aceitar do governo do Brasil uma paz ignominiosa que possa desmentir a sua soberania e independência.
Bien convencidos de su santa causa, confiando primero que todo en el favor del juez supremo de las naciones, han jurado por ese mismo supremo juez, por su honra, por todo aquello que más quieren, no aceptar del gobierno del Brasil una paz ignominiosa que pueda desmentir su soberanía e independencia

Estas palabras se reflejaron más tarde cuando se firmó el Tratado de Poncho Verde.

## Caída de la «Tranqueira Invicta»
Ante la dificultad de romper la resistencia de Porto Alegre, los farroupilhas decidieron volverse contra Río Pardo, donde se concentraba una división del ejército imperial, con dos batallones de infantería y dos cuerpos de caballería, comandados por el mariscal Sebastião Barreto Pereira Pinto. Los brigadieres Francisco Xavier da Cunha al mando de la infantería y Bonifácio Calderón de la caballería, sumaban un total de 1200 combatientes. Junto con Porto Alegre y Río Grande, la ciudad era una de las más importantes del estado, con casi el doble de habitantes que la capital.
La concentración de tropas imperiales llamó la atención de los farroupilhas, que eran conscientes de las posibles consecuencias de este movimiento.  Bento Manuel Ribeiro, junto a Antônio de Sousa Neto, el 30 de abril de 1838, al mando de 2500 hombres, 800 de ellos de caballería, sorprendió a la ciudad en la Batalla de Barro Vermelho, en la entrada de la ciudad, derrotando a los imperiales, conquistando Río Pardo, la antigua "tranqueira invicta" (en español: "barrera invicta"), matando a 71 hombres y tomando más de 130 prisioneros.
Esto fue importante en varios sentidos, dando un nuevo impulso a la rebelión. Junto con Río Grande y Porto Alegre, Río Pardo formaba la frontera de la dominación imperial, punto de apoyo para la conquista del interior, tenía fama de inexpugnable y la victoria farrapa fue incontestable. Además, Río Pardo tenía casi el doble de habitantes que Porto Alegre.
La conquista de Río Pardo también fue importante porque allí se encontraba la Banda Imperial, bajo el mando del director mineiro, Joaquim José Mendanha, que compondría el Himno Nacional de la República Riograndense, encargado por Bento Gonçalves.  Con letra del republicano Serafim Joaquim de Alencastre, el himno fue tocado y cantado por primera vez en la ceremonia de conmemoración del primer aniversario de la Toma de Río Pardo. Actualmente, la música del himno es la misma, pero la nueva letra fue compuesta por Francisco Pinto da Fontoura, conocido como Chiquinho da Vovó, para adaptarse a los nuevos tiempos.
Cabe destacar que la primera composición del Himno Nacional de la República de Río Grande del Sur enfatizaba la misma idea de los discursos de Bento Gonçalves, de no ceder a la vergonzosa paz de deponer las armas:

Nobre povo rio-grandense. Povo de heróis, povo bravo!
Conquistaste a independência.
Nunca mais serás escravo.
Noble pueblo Riograndense. ¡Pueblo de héroes, pueblo valiente!
Ganaste tu independencia.
Nunca más seréis esclavos.

## Marina farroupilha

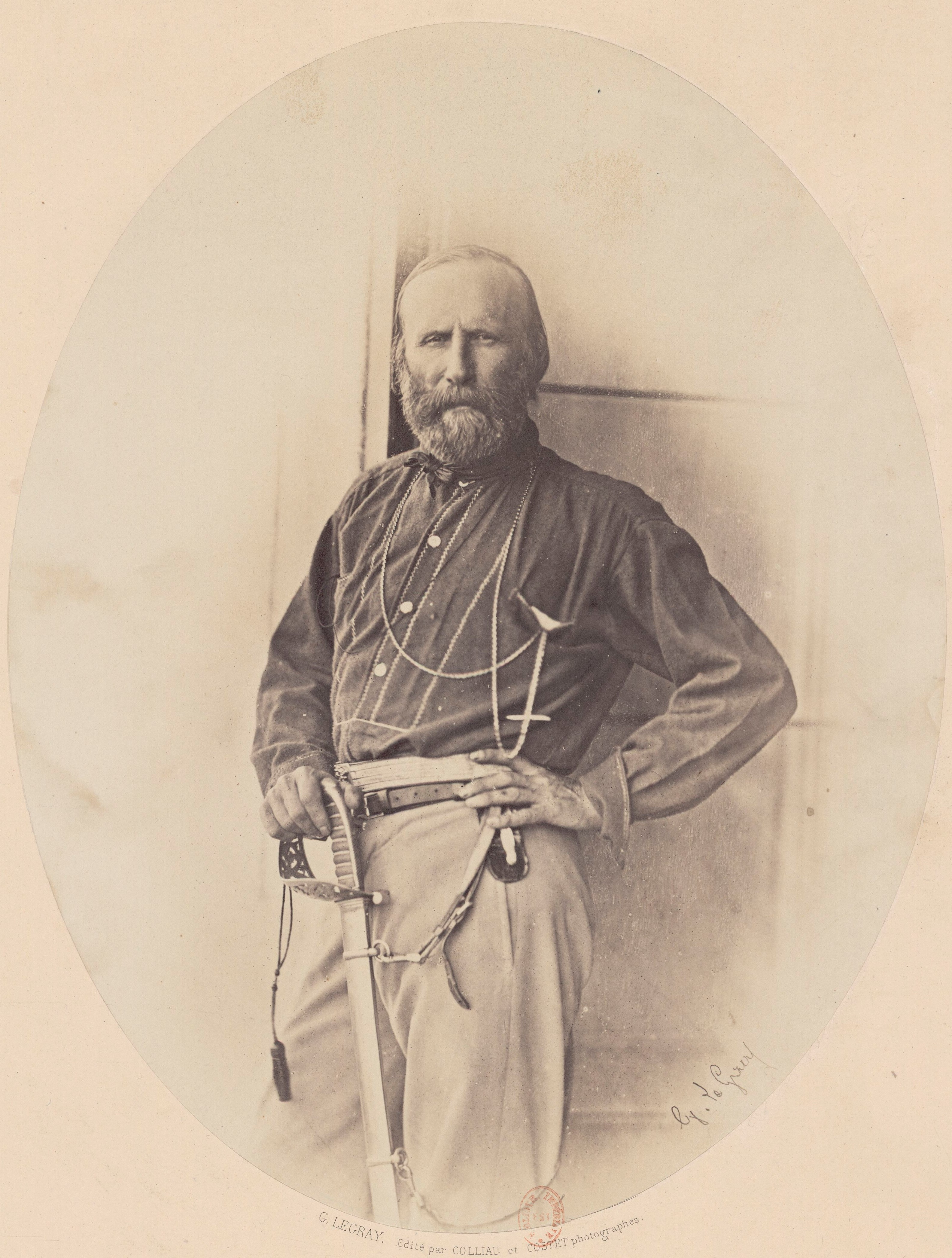
Giuseppe Garibaldi
Por Gustave Le Gray, 1860

La Marina Imperial Brasileña controlaba la principal vía de comunicación de la provincia, la Laguna de los Patos, entre Porto Alegre, Pelotas y Río Grande, y la mayoría de los ríos navegables. A pesar de ello, era constantemente atacada por los farroupilhas cuando se encontraban cerca de las orillas de los ríos. El 1 de febrero de 1838, una tropa de dos mil farrapos y una batería de artillería consiguieron atacar por sorpresa dos cañoneras y una lancha en el río Caí, matando a casi todos los marineros y encarcelando a uno de los comandantes.
El factor estratégico que tuvo mayor efecto a favor del imperio fue el bloqueo de la barra de la laguna de Patos, único acceso al puerto de Río Grande, por donde desembarcaban continuamente los refuerzos imperiales, y al mar. En la segunda parte del enfrentamiento, la República buscó mantener su supremacía en la región geográfica de las montañas del sudeste de Río Grande del Sur, con un relieve irregular y un único río que comunicaba con la Laguna de los Patos, el Camaquã.
Hubo que idear una maniobra insólita para conquistar un punto que pudiera conectar el río Grande de los farrapos con el mar. Este punto era Laguna, en Santa Catarina. El primer paso fue crear la Armada de Río Grande. Giuseppe Garibaldi había conocido a Bento Gonçalves cuando aún estaba preso en Río de Janeiro y obtuvo de él una carta de corso para tomar prisioneros buques imperiales. El 1 de septiembre de 1838, Garibaldi fue nombrado capitán teniente, comandante de la armada farroupilha.
Se instaló un astillero junto a una fábrica de armas y municiones en Camaquã, en la estancia de Ana Gonçalves, hermana de Bento Gonçalves. Allí Garibaldi coordinó la construcción y armamento de dos buques de guerra. Al mismo tiempo, Luigi Rossetti fue a Montevideo para conseguir ayuda de Luigi Carniglia y otros profesionales indispensables.Después de unas semanas, el equipo de capitanes y peones estaba completo. Algunos marineros procedían de Montevideo y otros fueron reclutados en la vecindad.
Los imperiales, informados de los planes de los farrapos, atacaron el astillero de Camaquã, comandado por Francisco Pedro de Abreu, Chico Pedro, también conocido como «Moringue». Eran más de cien hombres, rodeando el galpón con catorce trabajadores atrincherados. Giuseppe Garibaldi dirigió la resistencia durante horas. Hacia el anochecer, Moringue salió precipitadamente de su escondite y recibió un disparo en el pecho. Fue recogido por sus compañeros, que huyeron tan rápido como habían llegado.

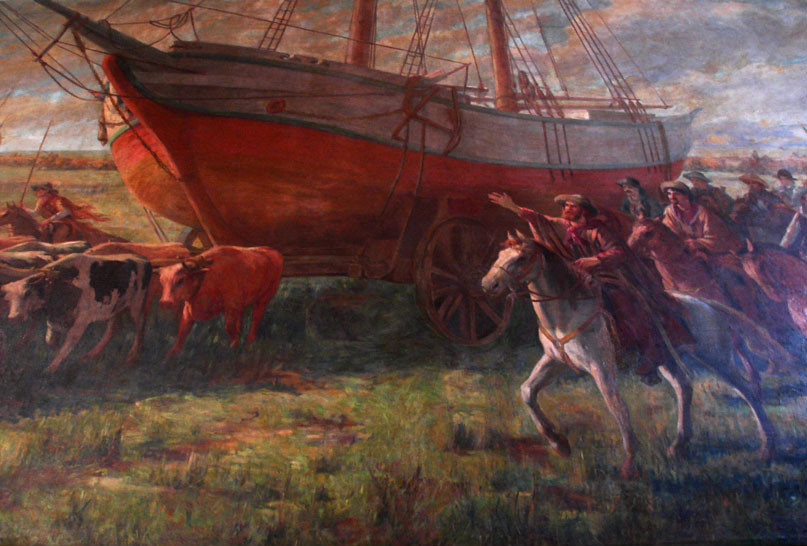
Garibaldi al frente de la expedición a Laguna
Por Lucílio de Albuquerque, Instituto de Educação General Flores da Cunha, Porto Alegre

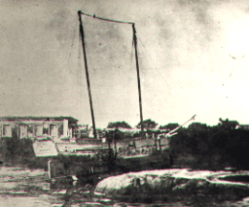
El Seival

Una vez construidos los barcos y lanzados al agua, El Seival y el Farroupilha, surcando las aguas de la Laguna de los Patos, acorralados por la flota de John Grenfell, no tuvieron mucho éxito: capturaron algunos barcos mercantes desprevenidos en lagunas o ríos alejados de la Armada imperial. Surgió entonces el plan de llevar los barcos a través de la laguna de Patos hasta el río Capivari y desde allí, por tierra, sobre ruedas especialmente construidas, hasta la barra de Tramandaí, donde los barcos se harían a la mar. Así se hizo, pero no sin dificultades.
Los farrapos, burlando a la armada imperial, consiguieron cruzar el estrecho del río Capivari y desembarcar las lanchas el 5 de julio de 1839, Tirando de ruedas, las dos lanchas cañoneras, con cien yuntas de bueyes atravesaron caminos escabrosos por campos húmedos -en algunos tramos completamente sumergidos, pues era invierno, mal tiempo con lluvia y viento, que hacían del suelo un gran lodazal-. Cada barca tenía dos ejes y, naturalmente, cuatro enormes ruedas, cubiertas de cuero crudo Los piquetes recorrían los campos paladeando el barro, mientras otros cuidaban del ganado.

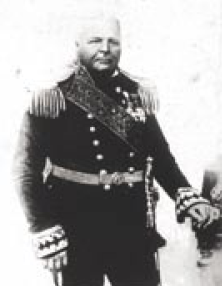
Almirante de la Marina Imperial Frederico Mariath.

Tardaron seis días en llegar a la laguna Tomás José, superando 90 km y arribando el 11 de julio. El día 13, navegaron desde la laguna Tomás José hasta la barra del río Tramandaí, en el océano Atlántico, y el 15, se hicieron a la mar con su tripulación mixta de 70 hombres. El Seival, de 12 toneladas, era comandado por el norteamericano John Griggs, conocido como «João Grandão», y el Farroupilha, de 18 toneladas, era comandado por Garibaldi - ambos armados con cuatro cañones de goleta de doce pulgadas. Finalmente, el 14 de julio de 1839, los barcos se dirigieron a Laguna para atacar la provincia vecina. En la costa de Santa Catarina, cerca del río Araranguá, una tempestad hizo naufragar la «Farroupilha», salvándose milagrosamente algunos farrapos, entre ellos el propio Garibaldi.
Mientras tanto, Grenfell continuó dando caza a la armada farroupilha. Con el vapor Águia y varias cañoneras y lanchas rápidas, atacó la base de Camaquã y se apoderó de tres lanchas rápidas y dos motoras; pero ya era demasiado tarde, porque allí se enteró de que Garibaldi ya estaba lejos, camino a Laguna.

## A República Juliana

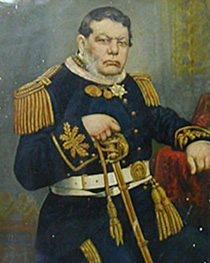
Davi Canabarro, presidente da República Juliana (1839)

Bandeira da República Juliana

Con la llegada de la marina farroupilha a Santa Catarina, uniéndose a las tropas del ejército, bajo el mando general de David Canabarro, fue posible preparar el ataque a Laguna por tierra y por agua. La marina farroupilha entró a través de la laguna de Garopaba do Sul, pasando por el río Tubarão, y atacó Laguna por atrás, sorprendiendo a los imperiales que esperaban un ataque de Garibaldi por la barra de Laguna y no por la laguna. Garibaldi tomó un bergantín y dos lanchones, mientras que sólo el bergantín "cometa" logró escapar al mar.
Laguna fue tomada, con ayuda del propio pueblo lagunense, el 22 de julio de 1839. El 29 de ese mes se proclamó la República Juliana, como un país independiente, ligada a la República Riograndense por lazos de confederación.
Luego de conquistar Laguna, las fuerzas farroupilhas continuaron rumbo al norte, persiguiendo a las tropas imperiales, avanzando cerca de 70 km hasta la planicie del río Maciambu. El avance fue contenido debido a un atrincheramiento de las fuerzas imperiales, protegidas por la geografía del Morro dos Cavalos, que dificultaba el acceso de las tropas farrapas y les bloqueaba el avance para el ataque a Desterro, hoy Florianópolis.
Con la toma de Laguna, prácticamente la mitad de la provincia catarinense quedó en manos republicanas. La incorproación de la villa de Lages, también bajo control rebelde, al nuevo estado, llevó el territorio de la república Juilana a extenderse del extremo meridional hasta el planalto catarinense. Fue entonces organizada la república, convocándose a elecciones para la constitución del gobierno hasta el 7 de agosto de 1839, cuando fue convocado el colegio electoral. Se eligieron para presidente al teniente coronel Joaquim Xavier Neves y para vicepresidente al padre Vicente Ferreira dos Santos Cordeiro. Como Xavier Neves estaba en São José bloqueado por las fuerzas imperiales, el padre Vicente Cordeiro asumió la presidencia.
Los farroupilhas hicieron incursiones navales más al norte inclusive, llegando a atacar la barra de Paranaguá el 31 de octubre de 1839. Una goleta y un lanchón farroupilha capturaron la sumaca Dona Elvira, pero fueron combatidos por los cañones de la fortaleza y obligados a retroceder. La goleta tomó rumbo al norte pero el lanchón, más pesado, fue capturado por una lancha con veinte hombres comandada por el alférez Manuel Antônio Dias, recuperando la Dona Elvira.

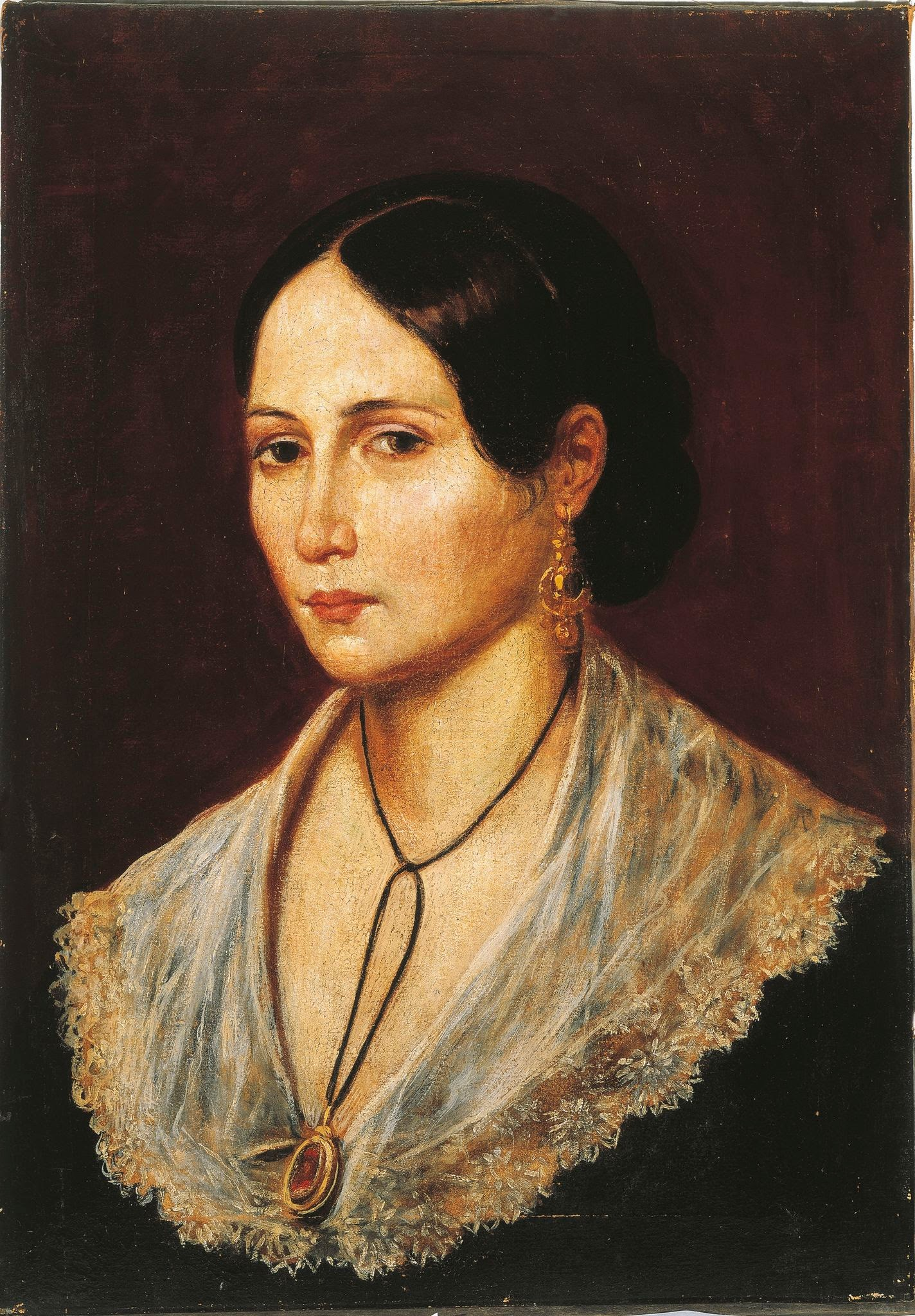
Retrato de Anita Garibaldi (1839)

El imperio impuso un bloqueo naval, que buscaba estrangular económicamente a la república. Garibaldi consiguió romper el bloqueo con tres barcos, capturó dos navíos de comercio, intercambió tiros con el bergantín Andorinha y tomó el puerto de Imbituba. Algunos días más tarde regresó a Laguna, el 5 de noviembre.
Poco tiempo después, el imperio contratacó con fuerza, comandado por el general Francisco José de Sousa Soares de Andrea, más conocido como general Andrea, comandante de armas de Santa Catarina, con más de tres mil hombres atacando por tierra. Mientras tanto, por mar, el almirante imperial Frederico Mariath, con una flota de 13 navíos, mejor equipados y con más experiencia, inició la batalla naval de Laguna. Garibaldi ancló convenientemente sus cinco navíos, que se batieron contra los imperiales valientemente, pero sin chances de victoria. En los navíos farroupilhas ningún comandante u oficial escapó con vida. El mismo Garibaldi, viendo la derrota como inminente, quemó su barco, la goleta Libertadora, y se unió a la tropa de Canabarro, que preparó la retirada de Laguna. Fue el fin de la marina farroupilha.
Los imperiales retomaron Laguna el 15 de noviembre de 1839. Garibaldi huyó con Ana, que se haría conocida como Anita Garibaldi, una mujer lagunense casada, cuyo esposo se alistó en el ejército imperial, abandonándola. Un escándalo para la época. Anita llegó a ser su compañera, luchando lado a lado con Garibaldi tanto en las pampas gaúchas como en Italia donde es considerada una heroína.

## Los campos de Lages
El 9 de marzo de 1838 los farroupilhas invadieron Lages, anexando la villa a la República Riograndense, con el apoyo de algunos hacendados locales, hecho que había causado gran júbilo entre los revolucionarios: era la primera conquista farrapa fuera de Río Grande del Sur.
Después de la caída de Laguna, las tropas farrapas tomaron el camino a Lages para regresar a Río Grande del Sur. Mientras tanto, el gobierno imperial había decidido enviar un contingente de tropas al sur por el interior, con la misión de retomar Lages y luego auxiliar contra el cerco de Porto Alegre por los farrapos. En Río Negro se reunieron 1,500 hombres llegados desde Río de Janeiro, Curitiba, Paranaguá, Antonina y Campo do Tenente, movilizándose para Santa Cecília, donde acamparon el 25 de octubre de 1839.
En noviembre, librando pequeñas batallas con los piquetes farroupilhas, a través de Campos dos Curitibanos y Campos Novos, llegaron a Lages, donde retomaron la ciudad. Desde allí, parte de la columna del brigadier Francisco Xavier da Cunha decidió dirigirse hacia el río Pelotas, para invadir Río Grande del Sur.
Los farrapos, derrotados en Lages, se reunieron en un depósito aduanero para cobrar impuestos a las tropas de ganado y mulas que venían de Viamão y se dirigían a Sorocaba, conocido como Santa Vitória.
El brigadier Francisco Xavier da Cunha fue informado y se dirigió allí con sus dos mil hombres. Fue sorprendido el 14 de diciembre de 1839 por Teixeira Nunes que, con su caballería, consiguió dividir a las tropas legalistas y hacerlas retroceder. En una feroz batalla, las tropas legalistas fueron derrotadas.El brigadier, herido y protegido por algunos oficiales, intentó escapar y cuando cruzaba el río Pelotas, se ahogó.
Los farroupilhas retomaron Lages, pero las tropas legalistas fueron reforzadas por una división de Cruz Alta, al mando del coronel Antônio de Melo Albuquerque, el «Melo Manso».
Garibaldi y Teixeira Nunes, presintiendo un ataque, dividieron sus tropas, dirigiéndose una de ellas hacia el norte, donde, cerca del río Marombas se encontraron con una tropa legalista superior el 12 de enero de 1840. Los republicanos fueron diezmados y, de los 500 iniciales, menos de 50 consiguieron regresar a Lages y después de vuelta a Río Grande del Sur.

## 1840: los farrapos pierden territorio
Hasta el año de 1840, podía percibirse un periodo de ascensión farroupilha, con varias victorias en el campo militar. Luego de ese periodo, se percibe una situación de decadencia, iniciada con la caída de Laguna. El general Andréa, que había retomado Laguna, luego fue nombrado como nuevo presidente de la Provincia de São Pedro do Rio Grande do Sul y Comandante del Ejército Imperial en la provincia. También comenzaron las desavenencias políticas entre los farroupilhas, con consecuencias funestas en el futuro.
A inicios de 1840, los farroupilhas controlaban buena parte del interior pero no tenían salida para el mar. Además de eso, mientras las tropas riograndenses se concentraban en el cerco de Puerto Alegre, Caçapava, la capital de la República desde el 14 de febrero de 1839, considerada inexpugnable por su difícil acceso, fue invadida por los imperiales. Se instaló la capital en Alegrete, el 28 de marzo.
El mismo año, en el combate de Tabatingaí, João Propício Mena Barreto y sus tropas derrotaron a 250 farroupilhas, capturando a Onofre Pires y llevándolo para Porto Alegre. En julio los farrapos perdieron São Gabriel. Francisco Pedro de Abreu, el "Moringue", sorprendió a Antônio de Sousa Neto, casi haciéndolo prisionero. Finalmente Bento Gonçalves, en campaña para la conquista de São José do Norte junto con Domingos Crescêncio de Carvalho y 1200 hombres, trabó durísima batalla de casi nueve horas, tomando la ciudad por poco tiempo. La reacción venida desde Río Grande expulsó a los persistentes farrapos.
Estos sucesos y algunos desentendimientos con Bento Gonçalves dieron pretexto a Bento Manuel, considerado como el fiel de la balanza del enfrentamiento, para abandonar a los revolucionarios. Escribió al Ministerio de Guerra de la República, José Mariano de Mattos, renunciando al ejército, al mismo tiempo en que escribía para el presidente de la provincia pidiendo una amnistía para sí y algunos amigos. Amnistiado, fue a refugiarse en Uruguay, desilusionado con el sistema republicano que, según él, "parece en teoría un gobierno un gobierno de ángeles, pero en la práctica no sirve ni para los diablos".

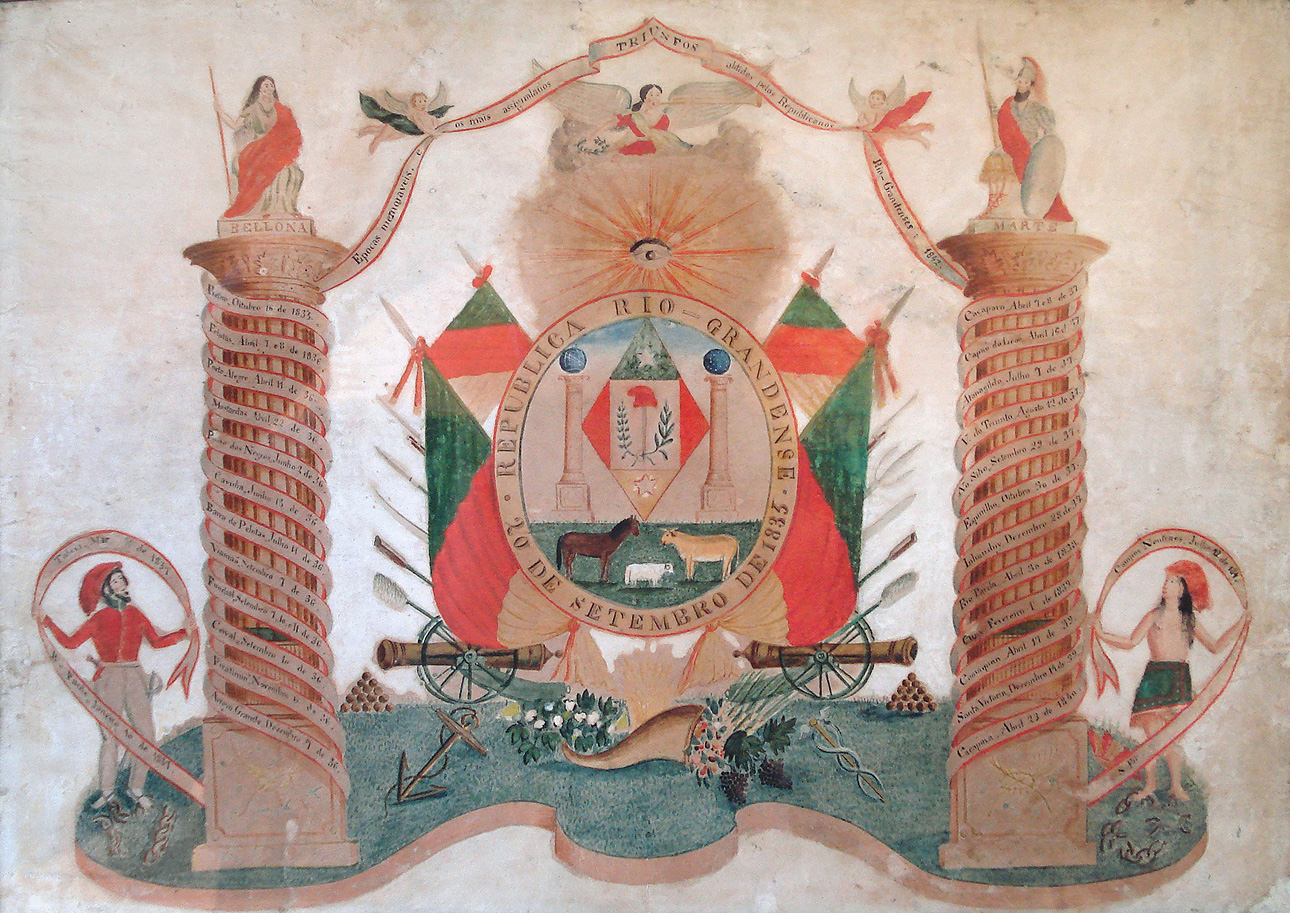
Alegoria Farroupilha
Acuarela del, en el Museu Júlio de Castilhos

Bento Gonçalves, todavía en 1840, como consecuencia de los acontecimientos, se comunicó con el imperio con la posibilidad de un acuerdo. Bento pidió a Álvares Machado salvoconductos para que sus compañeros puedan atravesar los locales conquistados por el imperio, con la finalidad de acordar con los jefes imperiales los detalles de una rendición colectiva de los Farrapos. Llevaron, en efecto, una carta con ese encargo pero había otro mensaje a ser dado a aquellos líderes que no podía ser escrito. La maniobra, sin embargo, fue tan bien pensada y ejecutada que engañaría hasta a sus mismos compañeros de lucha y motivó una carta de reprobación escrita por Domingos José de Almeida, entonces vicepresidente y ministro de hacienda de la república.
Los combates continuaron en diversos frentes. En noviembre de 1941, Chico Pedro capturó 20 prisioneros y tomó 400 caballos de los Farroupilhas, cerca de São Gabriel. En Rincão Bonito el coronel João Propício Mena Barreto provocó 120 bajas, tomó 182 prisioneros y tomó 800 caballos. El 20 de enero de 1842, Chico Pedro, atacado por Bento Gonçalves y 300 hombres, lo derrotó provocando 36 muertes, 20 prisioneros y capturando toda la carga, sufriendo solamente 3 muertes y 7 heridos.
Una Asamblea Constituyente había sido convocada para el 10 de febrero de 1840, pero maniobras de Bento Gonçalves, que no quería perder poderes,llevaron a que recién en 1842 se promulgase la Constitución de la República,  lo que animó momentáneamente la lucha.

## Refuerzos liberales
La Revolución liberal de 1842 entusiasmó a los farroupilhas al punto de que Bento Gonçalves hizo un pronunciamiento en Cacequi el 13 de julio de 1842. Este entusiasmo tuvo corta duración ya que las revueltas duraron poco. El fin de las rebeliones en otras provincias como la Sabinada en Bahía y la Revolución Liberal de São Paulo, trajeron nuevos refuerzos a las tropas farrapas. Entre ellos vinieron de Bahía:
- Daniel Gomes de Freitas (quien luego firmaría el tratado de paz);
- Coronel Manoel Gomes Pereira, que financió la fuga de Bento Gonçalves. Salió de Bahía a inicios de enero de 1838, estuvo en Montevideo en misión de reclutamiento cuando acabó la SAbinada y desde ahí fue a buscar a sus amigos riograndenses, siendo bien acogido y dándole el rango de coronel por Bento Bento, sirviendo en el Estado Mayor. Vino con una fortuna destinada a comprar barcos de guerra que jamás navegaron pero adquirió una chacra en Montevideo luego de cobrarle a Bento el dinero que le había prestado;[55]
- João Rebelo de Matos, Bento José Roiz, José Pinto Ribeiro, João Francisco Régis, todos militares transferidos de Bahía y envueltos en la Sabinada y que se rebelaron en la Fortaleza da Barra do Sul, en la isla de Santa Catarina, entregando la fortaleza a los Farrapos y uniéndose al movimiento en 1839;[49]
- Francisco José da Rocha, habría venido desde Bahía acompañando a Bento Gonçalves, era la mayor autoridad masónica de la provincia. Su promoción a teniente coronel por los farroupilhas fue uno de los motivos que llevaron a Bento Manuel a abandonar el lado republicano;[56]
- João Rios Ferreira.

De São Paulo vino Rafael Tobias de Aguiar, jefe de la Revolución liberal de 1842 que, con cinco compañeros, se dirigió para la región de las Misiones. Fue apresado poco después en Palmeira das Missões, junto com su pariente Felício Pinto de Castro, por el capitán Benedito Martins França, sin haber conseguido reunirse con los rebeldes. Fue llevado para la Fortaleza de Laje, en Río de Janeiro.
Por otro lado, el fin de estas otras rebeliones también liberó tropas del ejército brasileño para concentrarse con todos sus esfuerzos contra los farroupilhas y precipitar el final de la guerra.

## El duelo entre Bento Gonçalves y Onofre Pires
La República de Río Grande del Sur no estuvo exenta de luchas de poder. En diciembre de 1842, al instalarse la Assembleia Constituinte Farroupilha, las diferencias se hicieron públicas, enfrentando a la mayoría de Bento Gonçalves con la minoría de Antônio Vicente da Fontoura. Esto hizo que el proyecto de Constitución, publicado en febrero de 1843, no consiguiera sistematizar las ideas de todos los que seguían en la revolución o la apoyaban.
El 4 de agosto de 1843, Bento Gonçalves renunció a la presidencia de la República de Río Grande del Sur debido a una campaña de intrigas, y su vicepresidente Gomes Jardim asumió el cargo. Al mismo tiempo, lanzó un manifiesto en el que afirmaba padecer una enfermedad pulmonar, que tal vez ya le molestaba, e instaba a los farroupilhas a unirse en torno al nuevo presidente. A continuación, pasó a comandar una división del Ejército Riograndense.
Los opositores, entre ellos el diputado Antônio Vicente da Fontoura, indujeron a Onofre Pires a detestar a Bento Gonçalves, acusándolo del asesinato de Paulino da Fontoura. Por ello, Onofre fue retado por Bento a un duelo, que tuvo lugar el 27 de febrero de 1844. Durante el duelo, Onofre fue herido en el brazo derecho y, a pesar de ser rescatado por Bento, murió pocos días después debido a complicaciones derivadas de la herida.

## Negociaciones de paz y la batalla de Porongos

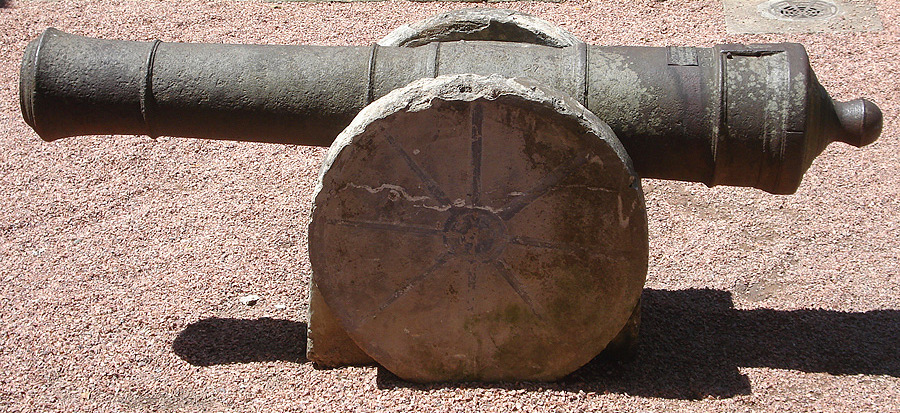
Uno de los cañones utilizados por los Farroupilhas. Permaneció hasta 1926 al fondo del riachuelo Santa Isabel, en Camaquã, cuando fue recuperado junto con otros y pasó a ser parte de la colección del Museo Júlio de Castilhos.

Las primeras negociaciones de paz tuvieron lugar con el nombramiento de Francisco Alves Machado como presidente de la provincia, que ofreció a Bento Gonçalves una amnistía total para negociar un tratado. Bento respondió en carta del 7 de diciembre de 1840, proponiendo que las deudas contraídas por la república fuesen pagadas por el gobierno imperial, los esclavos alistados como soldados republicanos fuesen liberados y los oficiales revolucionarios viesen garantizados sus puestos cuando fuesen utilizados al servicio de la Guarda Nacional. Para firmar mejor el tratado, Bento Gonçalves solicitó una conferencia con el presidente, pero Alvares Machado se negó porque sabía que los farrapos intentaban atraer a su causa a varios legalistas, como el coronel Manduca Loureiro y el coronel João da Silva Tavares. La negativa de la conferencia provocó la suspensión de la amnistía y la consecuente continuación de la lucha.
El sistema de guerrillas y el constante cambio de presidentes y comandantes de armas prolongaron los combates hasta que el barón de Caxias (futuro duque) fue nombrado presidente de la provincia y comandante supremo imperial el 9 de noviembre de 1842, reorganizando el ejército y llamando a su Estado Mayor a Bento Manuel Ribeiro, que se había retirado a Uruguay.  El barón utilizó toda su fuerza de 12.000 hombres, conocimientos, inteligencia y experiencia para socavar la relativa supremacía farrapa en el interior, que sólo contaba con 3500 hombres.  Entre sus diversas acciones, inició una campaña para estrangular la economía de la república, atacando los pueblos fronterizos que permitían que la producción de charqui fluyera hacia Montevideo y Laguna, comprando caballos para impedir que los Farrapos tuvieran monturas y reactivando el comercio.
Lima e Silva, sin embargo, fue incapaz de atraer a los Farrapos a una batalla campal decisiva. El ejército republicano, consciente de su inferioridad numérica y armamentística, evitó el combate directo y la campaña se quedó en una serie de pequeñas batallas y escaramuzas; al ser perseguidos, los farroupilhas se refugiaron en Uruguay.

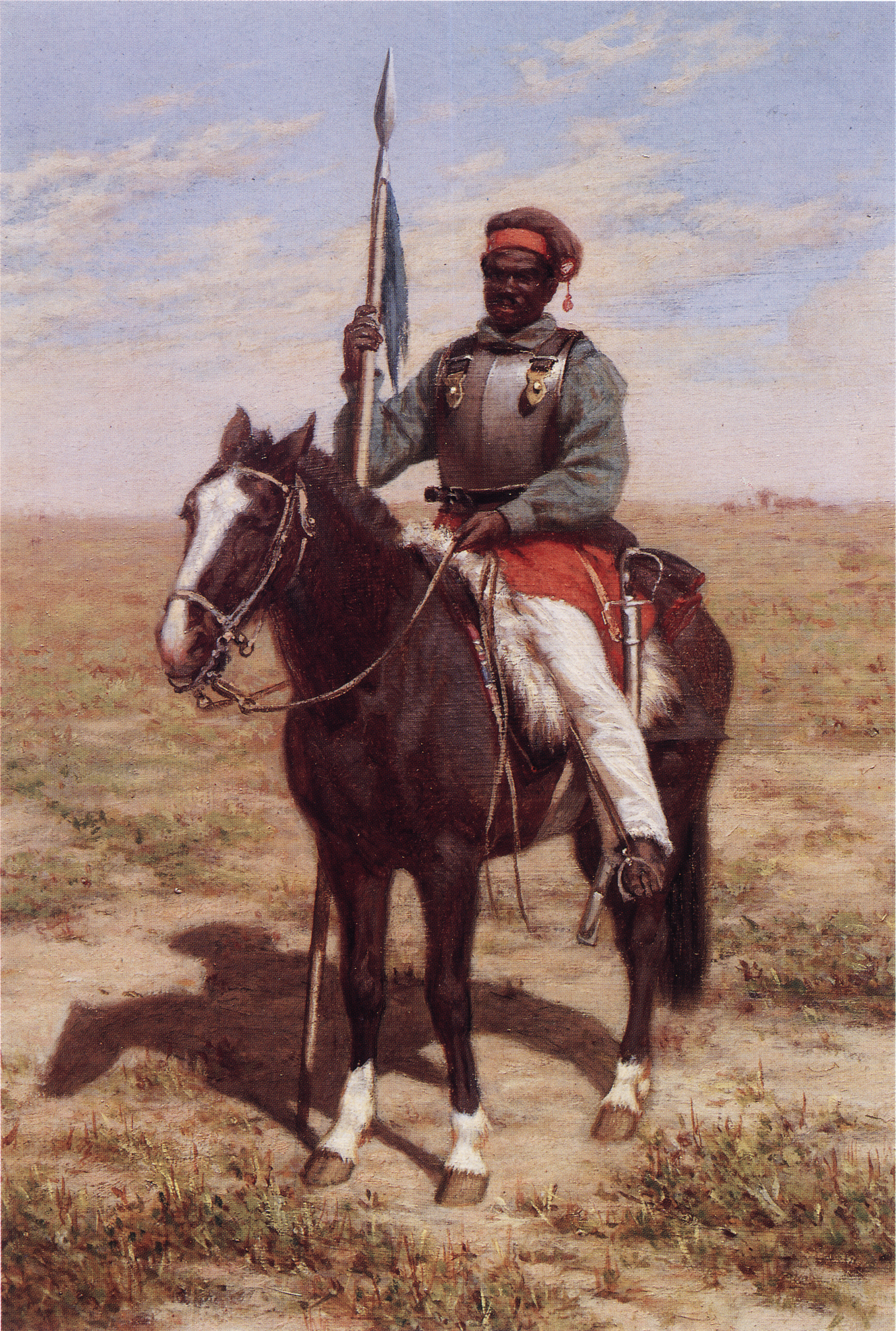
Lancero Negro (Juan Manuel Blanes).

En 1844, Fructuoso de Rivera se ofreció a negociar la paz entre legalistas y republicanos. Manuel Luís Osório fue enviado al campamento de Rivera, donde se encontró con Antônio Vicente da Fontoura, para decirle que Lima e Silva rechazaba la propuesta de paz, pero que se podría negociar con el gobierno, pero sin la presencia de terceros. Vicente da Fontoura fue enviado a la corte para discutir la paz.
Luís Alves de Lima e Silva recibió instrucciones del Imperio, que temía el avance de Juan Manuel de Rosas en el territorio en disputa, para proponer condiciones honorables a los insurgentes, como la amnistía para los oficiales y hombres, su incorporación al Ejército Imperial en los mismos grados y la elección del Presidente de la Provincia por la Asamblea Provincial e impuestos sobre la cecina importada de Prata.
Sin embargo, quedaba una cuestión sin resolver: la de los esclavos liberados por la República para servir en el ejército republicano. Para el Imperio de Brasil, era inaceptable reconocer la libertad de los esclavos concedida por una sedición, aunque amnistiase a los líderes de la misma revuelta.
En noviembre de 1844, todos estaban en pleno armisticio. La suspensión de las armas, condición fundamental para que los gobiernos pudieran negociar la paz, llevó a la relajación de la guardia en el campamento del recodo del arroyo Porongos. Canabarro y sus oficiales inmediatos fueron a una estancia cercana para visitar a la esposa viuda de un antiguo guerrero farrapo y el coronel Teixeira Nunes y su cuerpo de Lanceros Negros descansaban. Fue entonces cuando Moringue apareció por sorpresa, rompiendo el decreto de suspensión de armas. Aun así, el cuerpo de Lanceros Negros, alrededor de 100 hombres con las manos libres, luchó, resistió y combatió valientemente hasta la aniquilación, en una posición difícil de defender. Además, más de 300 republicanos blancos y negros fueron detenidos, entre ellos 35 oficiales.
El general Canabarro, ya recuperado, reunió al resto de su ejército, unos 1000 hombres, y atacó Encruzilhada el 7 de diciembre de 1844, tomándola y demostrando que no pensaba rendirse.

## Paz de Poncho Verde

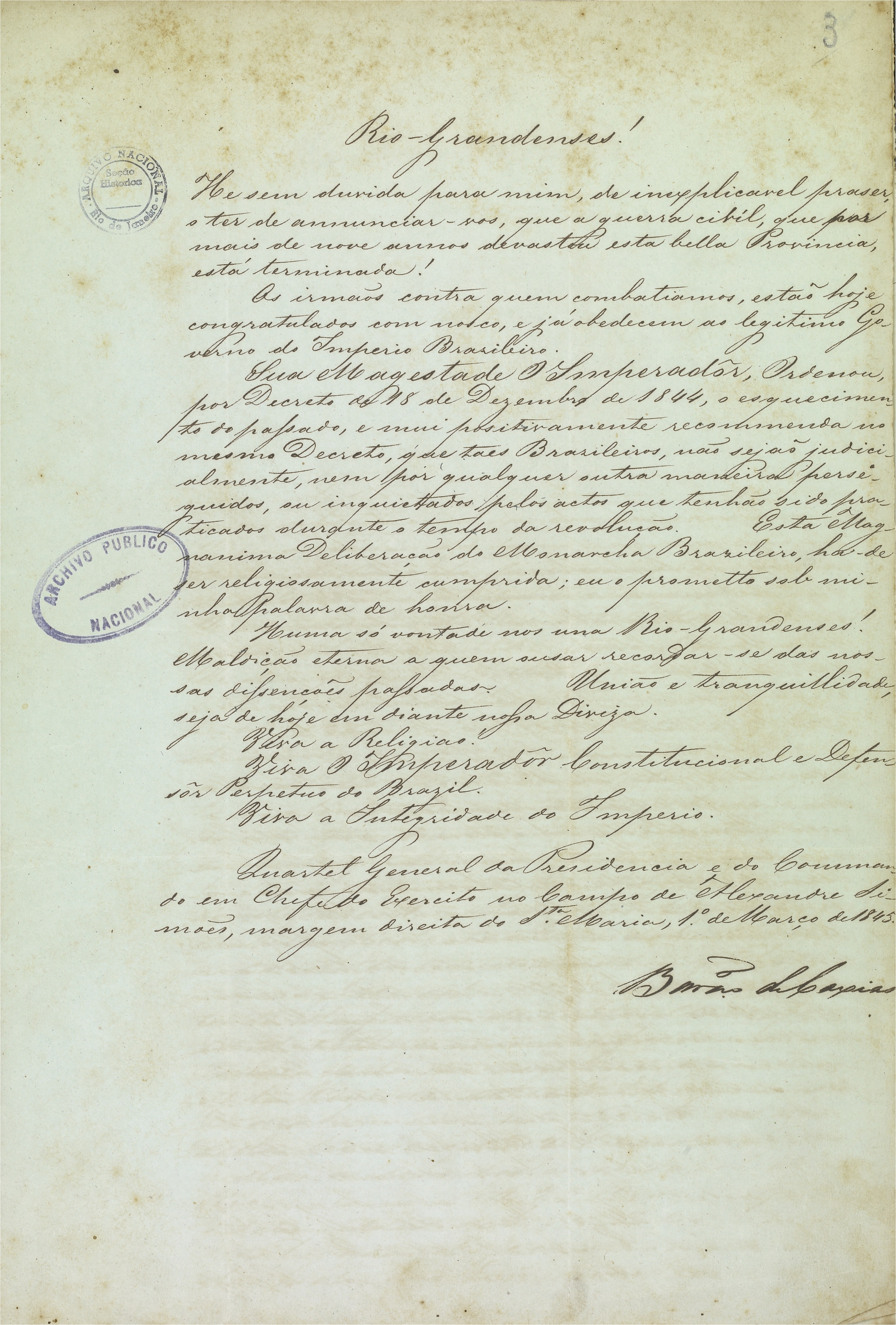
Declaración del Barón de Caxias anunciando el fin de la Revolución Farroupilha en 1845. Bajo custoria del Archivo Nacional.

Finalmente, el 1 de marzo de 1845, se firmó la paz: el Tratado de Poncho Verde o Paz de Poncho Verde, tras casi diez años de guerra que habría causado 47 829 muertos. Entre sus principales condiciones figuraban una amnistía total para los insurgentes, la liberación de los esclavos que lucharon en el ejército piratino y la elección de un nuevo presidente provincial por parte de los farroupilhas.El cumplimiento parcial o total del tratado es aún hoy objeto de debate. La imposibilidad de una abolición regional de la esclavitud, la persistencia de la animadversión entre los líderes locales y otros factores administrativos y operativos pueden haber dificultado, si no impedido, su pleno cumplimiento. 
Hay poca información sobre el destino de los esclavos libertos supervivientes debido a los escasos documentos históricos sobre el tema. Algunos acompañaron al ejército del general Antônio Neto al exilio en Uruguay, otros fueron incorporados al Ejército Imperial en Río de Janeiro. Algunas fuentes indican la posibilidad de que algunos fueran vendidos de nuevo como esclavos en Río de Janeiro, pero esto está lejos de ser probado.
La actuación de Luís Alves de Lima e Silva fue tan noble y correcta con sus adversarios que la provincia, de nuevo unificada, lo nombró senador. El imperio lo reconoció y concedió al general el título nobiliario de Conde de Caxias (1845). Más tarde (1850), ante la inminencia de la Guerra contra Rosas, fue nombrado presidente de la Provincia de São Pedro do Rio Grande.

## El desenlace del conflicto y sus repercusiones en el zona del Plata
La conclusión de la paz con el mantenimiento de la integridad territorial no fue bien recibida por los vecinos del Imperio de Brasil. Bormann explica que:

Sonhos de anexação, separação do Rio Grande, fronteira para base de operações na República Oriental pela caudilhagem militar, sôfrega de assentar-se na curul presidencial; tudo, tudo acabado! A proclamação de David Canabarro que era, então, general em chefe dos revolucionários, anunciando a paz, foi lida e comentada nas repúblicas vizinhas com avidez e paixão, e é claro que os chefes da revolução outrora tão elogiados, tão considerados, foram postos pela rua da amargura. Não houve insultos que não fossem atirados sobre os ex-amigos, os ex-aliados, especialmente porque Canabarro aludia a um poder estranho que ameaçava a integridade do Império...
Los sueños de anexión, la separación de Río Grande, la frontera como base de operaciones en la República Oriental para los caudillos militares, que ansiaban sentarse en la curul presidencial; ¡todo había terminado! La proclama de David Canabarro, a la sazón general en jefe de los revolucionarios, anunciando la paz, fue leída y comentada en las repúblicas vecinas con avidez y pasión, y es evidente que los jefes de la revolución, antes tan alabados, tan apreciados, estaban tirados por la calle de la amargura. No hubo insulto que no se lanzara contra antiguos amigos, antiguos aliados, máxime cuando Canabarro aludía a una potencia extranjera que amenazaba la integridad del Imperio...

## Media
Hymno Republicano Rio-grandense de 1835ⓘ
- Notas sobre el «Himno republicano rio-grandense de 1835»: La partitura manuscrita pertenece al acervo del Museo Júlio de Castilhos, Porto Alegre, y lleva la inscripción «“”Este himno fue cantado pelo m“”...(palabra ilegible, interpretada por los técnicos del Museo como “ministro”) “”Augusto Pereira Leitão, revolucionário de 35“”». El acorde de 7ª de la obertura se realizó como un «arpegio» a modo de introducción. Se cambiaron las alteraciones en los compases 14 y 18 que indicaban La#, incongruente con la tonalidad de Fa mayor (tal vez un error de copia), y se añadió un # en el Fa grave, que era natural contra un Fa# en la melodía anterior, en falsa preparación para Sol menor. Una nota grave en el segundo compás también se ha cambiado de La a Sib, aparentemente un error de armonía, en comparación con un pasaje idéntico más adelante, que tiene el Sib en el mismo punto.

## En la cultura
La Revolución Farroupilha fue representada en la literatura, el cine y el teatro.
Literatura
- A Casa das Sete Mulheres, de Letícia Wierzchowski
- O Tempo e o Vento, de Érico Veríssimo
- Anita, de Flávio Aguiar

Cine
- Ana Terra (película)Ana Terra, película de Durval Garcia
- Um Certo Capitão Rodrigo, película de Anselmo Duarte
- Netto Perde Sua Alma, película de Tabajara Ruas y Beto Sousa
- O Tempo e o Vento, dirigido por Jayme Monjardim

Televisión
- A Casa das Sete Mulheres, minissérie
- O Tempo e o Vento (miniserie)
- O Tempo e o Vento (telenovela)

El 20 de septiembre es feriado estadual, "Día del Gaúcho", conforme se señala en al constitución estadual .